# Офицерски окончания
Офицерските окончания са позиции, при които на дъската освен царе има само офицери и пешки. Теорията на ендшпилите се занимава главно с 3 прости типа офицерски окончания, които имат практическо значение:
1. офицер само от едната страна (офицер срещу пешки);
2. офицер от всяка страна (офицерите са от един и същи цвят);
3. по офицер от всяка страна (разноцветни офицери).

В окончания от 1-ия и 3-ия тип пешките са еквивалентни най-малко на офицер. В борбата срещу тях координираните действия на офицера и царя са от голямо значение. В окончания от 2-ия тип допълнителна пионка обикновено е достатъчна, за да постигне победа. Основният метод за реализиране на предимството е формирането на проходна пешка и нейното произвеждане в дама. Често тази пионка се използва за разсейване на царя на противника и последващи материални завоевания. Основните позиционни фактори при оценяване на окончания с офицери от един и същи цвят са: присъствието или възможността за формиране на проходна пешка, особено отдалечена, активност на фигурите, слабост в структурата на пешките на противника.
|   | a | b | c | d | e | f | g | h |   |
| 8 | черен цар на черно поле b8 · черна пешка на бяло поле e6 · черна пешка на черно поле f6 · черна пешка на черно поле g5 · черен офицер на черно поле f4 · черна пешка на черно поле h4 · бял офицер на бяло поле d3 · бял цар на бяло поле f3 · бяла пешка на бяло поле h3 | черен цар на черно поле b8 · черна пешка на бяло поле e6 · черна пешка на черно поле f6 · черна пешка на черно поле g5 · черен офицер на черно поле f4 · черна пешка на черно поле h4 · бял офицер на бяло поле d3 · бял цар на бяло поле f3 · бяла пешка на бяло поле h3 | черен цар на черно поле b8 · черна пешка на бяло поле e6 · черна пешка на черно поле f6 · черна пешка на черно поле g5 · черен офицер на черно поле f4 · черна пешка на черно поле h4 · бял офицер на бяло поле d3 · бял цар на бяло поле f3 · бяла пешка на бяло поле h3 | черен цар на черно поле b8 · черна пешка на бяло поле e6 · черна пешка на черно поле f6 · черна пешка на черно поле g5 · черен офицер на черно поле f4 · черна пешка на черно поле h4 · бял офицер на бяло поле d3 · бял цар на бяло поле f3 · бяла пешка на бяло поле h3 | черен цар на черно поле b8 · черна пешка на бяло поле e6 · черна пешка на черно поле f6 · черна пешка на черно поле g5 · черен офицер на черно поле f4 · черна пешка на черно поле h4 · бял офицер на бяло поле d3 · бял цар на бяло поле f3 · бяла пешка на бяло поле h3 | черен цар на черно поле b8 · черна пешка на бяло поле e6 · черна пешка на черно поле f6 · черна пешка на черно поле g5 · черен офицер на черно поле f4 · черна пешка на черно поле h4 · бял офицер на бяло поле d3 · бял цар на бяло поле f3 · бяла пешка на бяло поле h3 | черен цар на черно поле b8 · черна пешка на бяло поле e6 · черна пешка на черно поле f6 · черна пешка на черно поле g5 · черен офицер на черно поле f4 · черна пешка на черно поле h4 · бял офицер на бяло поле d3 · бял цар на бяло поле f3 · бяла пешка на бяло поле h3 | черен цар на черно поле b8 · черна пешка на бяло поле e6 · черна пешка на черно поле f6 · черна пешка на черно поле g5 · черен офицер на черно поле f4 · черна пешка на черно поле h4 · бял офицер на бяло поле d3 · бял цар на бяло поле f3 · бяла пешка на бяло поле h3 | 8 |
| 7 | черен цар на черно поле b8 · черна пешка на бяло поле e6 · черна пешка на черно поле f6 · черна пешка на черно поле g5 · черен офицер на черно поле f4 · черна пешка на черно поле h4 · бял офицер на бяло поле d3 · бял цар на бяло поле f3 · бяла пешка на бяло поле h3 | черен цар на черно поле b8 · черна пешка на бяло поле e6 · черна пешка на черно поле f6 · черна пешка на черно поле g5 · черен офицер на черно поле f4 · черна пешка на черно поле h4 · бял офицер на бяло поле d3 · бял цар на бяло поле f3 · бяла пешка на бяло поле h3 | черен цар на черно поле b8 · черна пешка на бяло поле e6 · черна пешка на черно поле f6 · черна пешка на черно поле g5 · черен офицер на черно поле f4 · черна пешка на черно поле h4 · бял офицер на бяло поле d3 · бял цар на бяло поле f3 · бяла пешка на бяло поле h3 | черен цар на черно поле b8 · черна пешка на бяло поле e6 · черна пешка на черно поле f6 · черна пешка на черно поле g5 · черен офицер на черно поле f4 · черна пешка на черно поле h4 · бял офицер на бяло поле d3 · бял цар на бяло поле f3 · бяла пешка на бяло поле h3 | черен цар на черно поле b8 · черна пешка на бяло поле e6 · черна пешка на черно поле f6 · черна пешка на черно поле g5 · черен офицер на черно поле f4 · черна пешка на черно поле h4 · бял офицер на бяло поле d3 · бял цар на бяло поле f3 · бяла пешка на бяло поле h3 | черен цар на черно поле b8 · черна пешка на бяло поле e6 · черна пешка на черно поле f6 · черна пешка на черно поле g5 · черен офицер на черно поле f4 · черна пешка на черно поле h4 · бял офицер на бяло поле d3 · бял цар на бяло поле f3 · бяла пешка на бяло поле h3 | черен цар на черно поле b8 · черна пешка на бяло поле e6 · черна пешка на черно поле f6 · черна пешка на черно поле g5 · черен офицер на черно поле f4 · черна пешка на черно поле h4 · бял офицер на бяло поле d3 · бял цар на бяло поле f3 · бяла пешка на бяло поле h3 | черен цар на черно поле b8 · черна пешка на бяло поле e6 · черна пешка на черно поле f6 · черна пешка на черно поле g5 · черен офицер на черно поле f4 · черна пешка на черно поле h4 · бял офицер на бяло поле d3 · бял цар на бяло поле f3 · бяла пешка на бяло поле h3 | 7 |
| 6 | черен цар на черно поле b8 · черна пешка на бяло поле e6 · черна пешка на черно поле f6 · черна пешка на черно поле g5 · черен офицер на черно поле f4 · черна пешка на черно поле h4 · бял офицер на бяло поле d3 · бял цар на бяло поле f3 · бяла пешка на бяло поле h3 | черен цар на черно поле b8 · черна пешка на бяло поле e6 · черна пешка на черно поле f6 · черна пешка на черно поле g5 · черен офицер на черно поле f4 · черна пешка на черно поле h4 · бял офицер на бяло поле d3 · бял цар на бяло поле f3 · бяла пешка на бяло поле h3 | черен цар на черно поле b8 · черна пешка на бяло поле e6 · черна пешка на черно поле f6 · черна пешка на черно поле g5 · черен офицер на черно поле f4 · черна пешка на черно поле h4 · бял офицер на бяло поле d3 · бял цар на бяло поле f3 · бяла пешка на бяло поле h3 | черен цар на черно поле b8 · черна пешка на бяло поле e6 · черна пешка на черно поле f6 · черна пешка на черно поле g5 · черен офицер на черно поле f4 · черна пешка на черно поле h4 · бял офицер на бяло поле d3 · бял цар на бяло поле f3 · бяла пешка на бяло поле h3 | черен цар на черно поле b8 · черна пешка на бяло поле e6 · черна пешка на черно поле f6 · черна пешка на черно поле g5 · черен офицер на черно поле f4 · черна пешка на черно поле h4 · бял офицер на бяло поле d3 · бял цар на бяло поле f3 · бяла пешка на бяло поле h3 | черен цар на черно поле b8 · черна пешка на бяло поле e6 · черна пешка на черно поле f6 · черна пешка на черно поле g5 · черен офицер на черно поле f4 · черна пешка на черно поле h4 · бял офицер на бяло поле d3 · бял цар на бяло поле f3 · бяла пешка на бяло поле h3 | черен цар на черно поле b8 · черна пешка на бяло поле e6 · черна пешка на черно поле f6 · черна пешка на черно поле g5 · черен офицер на черно поле f4 · черна пешка на черно поле h4 · бял офицер на бяло поле d3 · бял цар на бяло поле f3 · бяла пешка на бяло поле h3 | черен цар на черно поле b8 · черна пешка на бяло поле e6 · черна пешка на черно поле f6 · черна пешка на черно поле g5 · черен офицер на черно поле f4 · черна пешка на черно поле h4 · бял офицер на бяло поле d3 · бял цар на бяло поле f3 · бяла пешка на бяло поле h3 | 6 |
| 5 | черен цар на черно поле b8 · черна пешка на бяло поле e6 · черна пешка на черно поле f6 · черна пешка на черно поле g5 · черен офицер на черно поле f4 · черна пешка на черно поле h4 · бял офицер на бяло поле d3 · бял цар на бяло поле f3 · бяла пешка на бяло поле h3 | черен цар на черно поле b8 · черна пешка на бяло поле e6 · черна пешка на черно поле f6 · черна пешка на черно поле g5 · черен офицер на черно поле f4 · черна пешка на черно поле h4 · бял офицер на бяло поле d3 · бял цар на бяло поле f3 · бяла пешка на бяло поле h3 | черен цар на черно поле b8 · черна пешка на бяло поле e6 · черна пешка на черно поле f6 · черна пешка на черно поле g5 · черен офицер на черно поле f4 · черна пешка на черно поле h4 · бял офицер на бяло поле d3 · бял цар на бяло поле f3 · бяла пешка на бяло поле h3 | черен цар на черно поле b8 · черна пешка на бяло поле e6 · черна пешка на черно поле f6 · черна пешка на черно поле g5 · черен офицер на черно поле f4 · черна пешка на черно поле h4 · бял офицер на бяло поле d3 · бял цар на бяло поле f3 · бяла пешка на бяло поле h3 | черен цар на черно поле b8 · черна пешка на бяло поле e6 · черна пешка на черно поле f6 · черна пешка на черно поле g5 · черен офицер на черно поле f4 · черна пешка на черно поле h4 · бял офицер на бяло поле d3 · бял цар на бяло поле f3 · бяла пешка на бяло поле h3 | черен цар на черно поле b8 · черна пешка на бяло поле e6 · черна пешка на черно поле f6 · черна пешка на черно поле g5 · черен офицер на черно поле f4 · черна пешка на черно поле h4 · бял офицер на бяло поле d3 · бял цар на бяло поле f3 · бяла пешка на бяло поле h3 | черен цар на черно поле b8 · черна пешка на бяло поле e6 · черна пешка на черно поле f6 · черна пешка на черно поле g5 · черен офицер на черно поле f4 · черна пешка на черно поле h4 · бял офицер на бяло поле d3 · бял цар на бяло поле f3 · бяла пешка на бяло поле h3 | черен цар на черно поле b8 · черна пешка на бяло поле e6 · черна пешка на черно поле f6 · черна пешка на черно поле g5 · черен офицер на черно поле f4 · черна пешка на черно поле h4 · бял офицер на бяло поле d3 · бял цар на бяло поле f3 · бяла пешка на бяло поле h3 | 5 |
| 4 | черен цар на черно поле b8 · черна пешка на бяло поле e6 · черна пешка на черно поле f6 · черна пешка на черно поле g5 · черен офицер на черно поле f4 · черна пешка на черно поле h4 · бял офицер на бяло поле d3 · бял цар на бяло поле f3 · бяла пешка на бяло поле h3 | черен цар на черно поле b8 · черна пешка на бяло поле e6 · черна пешка на черно поле f6 · черна пешка на черно поле g5 · черен офицер на черно поле f4 · черна пешка на черно поле h4 · бял офицер на бяло поле d3 · бял цар на бяло поле f3 · бяла пешка на бяло поле h3 | черен цар на черно поле b8 · черна пешка на бяло поле e6 · черна пешка на черно поле f6 · черна пешка на черно поле g5 · черен офицер на черно поле f4 · черна пешка на черно поле h4 · бял офицер на бяло поле d3 · бял цар на бяло поле f3 · бяла пешка на бяло поле h3 | черен цар на черно поле b8 · черна пешка на бяло поле e6 · черна пешка на черно поле f6 · черна пешка на черно поле g5 · черен офицер на черно поле f4 · черна пешка на черно поле h4 · бял офицер на бяло поле d3 · бял цар на бяло поле f3 · бяла пешка на бяло поле h3 | черен цар на черно поле b8 · черна пешка на бяло поле e6 · черна пешка на черно поле f6 · черна пешка на черно поле g5 · черен офицер на черно поле f4 · черна пешка на черно поле h4 · бял офицер на бяло поле d3 · бял цар на бяло поле f3 · бяла пешка на бяло поле h3 | черен цар на черно поле b8 · черна пешка на бяло поле e6 · черна пешка на черно поле f6 · черна пешка на черно поле g5 · черен офицер на черно поле f4 · черна пешка на черно поле h4 · бял офицер на бяло поле d3 · бял цар на бяло поле f3 · бяла пешка на бяло поле h3 | черен цар на черно поле b8 · черна пешка на бяло поле e6 · черна пешка на черно поле f6 · черна пешка на черно поле g5 · черен офицер на черно поле f4 · черна пешка на черно поле h4 · бял офицер на бяло поле d3 · бял цар на бяло поле f3 · бяла пешка на бяло поле h3 | черен цар на черно поле b8 · черна пешка на бяло поле e6 · черна пешка на черно поле f6 · черна пешка на черно поле g5 · черен офицер на черно поле f4 · черна пешка на черно поле h4 · бял офицер на бяло поле d3 · бял цар на бяло поле f3 · бяла пешка на бяло поле h3 | 4 |
| 3 | черен цар на черно поле b8 · черна пешка на бяло поле e6 · черна пешка на черно поле f6 · черна пешка на черно поле g5 · черен офицер на черно поле f4 · черна пешка на черно поле h4 · бял офицер на бяло поле d3 · бял цар на бяло поле f3 · бяла пешка на бяло поле h3 | черен цар на черно поле b8 · черна пешка на бяло поле e6 · черна пешка на черно поле f6 · черна пешка на черно поле g5 · черен офицер на черно поле f4 · черна пешка на черно поле h4 · бял офицер на бяло поле d3 · бял цар на бяло поле f3 · бяла пешка на бяло поле h3 | черен цар на черно поле b8 · черна пешка на бяло поле e6 · черна пешка на черно поле f6 · черна пешка на черно поле g5 · черен офицер на черно поле f4 · черна пешка на черно поле h4 · бял офицер на бяло поле d3 · бял цар на бяло поле f3 · бяла пешка на бяло поле h3 | черен цар на черно поле b8 · черна пешка на бяло поле e6 · черна пешка на черно поле f6 · черна пешка на черно поле g5 · черен офицер на черно поле f4 · черна пешка на черно поле h4 · бял офицер на бяло поле d3 · бял цар на бяло поле f3 · бяла пешка на бяло поле h3 | черен цар на черно поле b8 · черна пешка на бяло поле e6 · черна пешка на черно поле f6 · черна пешка на черно поле g5 · черен офицер на черно поле f4 · черна пешка на черно поле h4 · бял офицер на бяло поле d3 · бял цар на бяло поле f3 · бяла пешка на бяло поле h3 | черен цар на черно поле b8 · черна пешка на бяло поле e6 · черна пешка на черно поле f6 · черна пешка на черно поле g5 · черен офицер на черно поле f4 · черна пешка на черно поле h4 · бял офицер на бяло поле d3 · бял цар на бяло поле f3 · бяла пешка на бяло поле h3 | черен цар на черно поле b8 · черна пешка на бяло поле e6 · черна пешка на черно поле f6 · черна пешка на черно поле g5 · черен офицер на черно поле f4 · черна пешка на черно поле h4 · бял офицер на бяло поле d3 · бял цар на бяло поле f3 · бяла пешка на бяло поле h3 | черен цар на черно поле b8 · черна пешка на бяло поле e6 · черна пешка на черно поле f6 · черна пешка на черно поле g5 · черен офицер на черно поле f4 · черна пешка на черно поле h4 · бял офицер на бяло поле d3 · бял цар на бяло поле f3 · бяла пешка на бяло поле h3 | 3 |
| 2 | черен цар на черно поле b8 · черна пешка на бяло поле e6 · черна пешка на черно поле f6 · черна пешка на черно поле g5 · черен офицер на черно поле f4 · черна пешка на черно поле h4 · бял офицер на бяло поле d3 · бял цар на бяло поле f3 · бяла пешка на бяло поле h3 | черен цар на черно поле b8 · черна пешка на бяло поле e6 · черна пешка на черно поле f6 · черна пешка на черно поле g5 · черен офицер на черно поле f4 · черна пешка на черно поле h4 · бял офицер на бяло поле d3 · бял цар на бяло поле f3 · бяла пешка на бяло поле h3 | черен цар на черно поле b8 · черна пешка на бяло поле e6 · черна пешка на черно поле f6 · черна пешка на черно поле g5 · черен офицер на черно поле f4 · черна пешка на черно поле h4 · бял офицер на бяло поле d3 · бял цар на бяло поле f3 · бяла пешка на бяло поле h3 | черен цар на черно поле b8 · черна пешка на бяло поле e6 · черна пешка на черно поле f6 · черна пешка на черно поле g5 · черен офицер на черно поле f4 · черна пешка на черно поле h4 · бял офицер на бяло поле d3 · бял цар на бяло поле f3 · бяла пешка на бяло поле h3 | черен цар на черно поле b8 · черна пешка на бяло поле e6 · черна пешка на черно поле f6 · черна пешка на черно поле g5 · черен офицер на черно поле f4 · черна пешка на черно поле h4 · бял офицер на бяло поле d3 · бял цар на бяло поле f3 · бяла пешка на бяло поле h3 | черен цар на черно поле b8 · черна пешка на бяло поле e6 · черна пешка на черно поле f6 · черна пешка на черно поле g5 · черен офицер на черно поле f4 · черна пешка на черно поле h4 · бял офицер на бяло поле d3 · бял цар на бяло поле f3 · бяла пешка на бяло поле h3 | черен цар на черно поле b8 · черна пешка на бяло поле e6 · черна пешка на черно поле f6 · черна пешка на черно поле g5 · черен офицер на черно поле f4 · черна пешка на черно поле h4 · бял офицер на бяло поле d3 · бял цар на бяло поле f3 · бяла пешка на бяло поле h3 | черен цар на черно поле b8 · черна пешка на бяло поле e6 · черна пешка на черно поле f6 · черна пешка на черно поле g5 · черен офицер на черно поле f4 · черна пешка на черно поле h4 · бял офицер на бяло поле d3 · бял цар на бяло поле f3 · бяла пешка на бяло поле h3 | 2 |
| 1 | черен цар на черно поле b8 · черна пешка на бяло поле e6 · черна пешка на черно поле f6 · черна пешка на черно поле g5 · черен офицер на черно поле f4 · черна пешка на черно поле h4 · бял офицер на бяло поле d3 · бял цар на бяло поле f3 · бяла пешка на бяло поле h3 | черен цар на черно поле b8 · черна пешка на бяло поле e6 · черна пешка на черно поле f6 · черна пешка на черно поле g5 · черен офицер на черно поле f4 · черна пешка на черно поле h4 · бял офицер на бяло поле d3 · бял цар на бяло поле f3 · бяла пешка на бяло поле h3 | черен цар на черно поле b8 · черна пешка на бяло поле e6 · черна пешка на черно поле f6 · черна пешка на черно поле g5 · черен офицер на черно поле f4 · черна пешка на черно поле h4 · бял офицер на бяло поле d3 · бял цар на бяло поле f3 · бяла пешка на бяло поле h3 | черен цар на черно поле b8 · черна пешка на бяло поле e6 · черна пешка на черно поле f6 · черна пешка на черно поле g5 · черен офицер на черно поле f4 · черна пешка на черно поле h4 · бял офицер на бяло поле d3 · бял цар на бяло поле f3 · бяла пешка на бяло поле h3 | черен цар на черно поле b8 · черна пешка на бяло поле e6 · черна пешка на черно поле f6 · черна пешка на черно поле g5 · черен офицер на черно поле f4 · черна пешка на черно поле h4 · бял офицер на бяло поле d3 · бял цар на бяло поле f3 · бяла пешка на бяло поле h3 | черен цар на черно поле b8 · черна пешка на бяло поле e6 · черна пешка на черно поле f6 · черна пешка на черно поле g5 · черен офицер на черно поле f4 · черна пешка на черно поле h4 · бял офицер на бяло поле d3 · бял цар на бяло поле f3 · бяла пешка на бяло поле h3 | черен цар на черно поле b8 · черна пешка на бяло поле e6 · черна пешка на черно поле f6 · черна пешка на черно поле g5 · черен офицер на черно поле f4 · черна пешка на черно поле h4 · бял офицер на бяло поле d3 · бял цар на бяло поле f3 · бяла пешка на бяло поле h3 | черен цар на черно поле b8 · черна пешка на бяло поле e6 · черна пешка на черно поле f6 · черна пешка на черно поле g5 · черен офицер на черно поле f4 · черна пешка на черно поле h4 · бял офицер на бяло поле d3 · бял цар на бяло поле f3 · бяла пешка на бяло поле h3 | 1 |
|   | a | b | c | d | e | f | g | h |   |

Сериозен недостатък на позицията е когато се поставят пионки на квадрати с цвета на офицера – тогава пешките ограничават действията на офицера и той от своя страна не може да защитава квадратите между пешките. При офицерите с противоположни цветове предимството от 1 – 2 пионки може да не е достатъчно за победа, ако противникът успее да построи крепост или блокада (вж. Позиционно реми) от пешки, офицер и цар. Типичен случай на блокада е показан на диаграмата.
Белите играят 1.Оc4 e5 2.Оe6 Цc7 3.Цe4 и пешечният превес на черните (3 пешки) губи значението си.

## „Грешен“ офицер
Ендшпилът с цар, офицер и пионка срещу цар много често се печели. Важно изключение е крайна пешка с така наречения „грешен офицер“. Това е офицер, който не контролира полето за преобразуване на своята крайна пионка. Ако защитаващият се цар може да заеме полето за преобразуване или един от трите съседни квадрата в тази ситуация, офицерът и пешката не могат да спечелят, тъй като подходът на техния цар води най-много до задънена улица.
Този мотив е в основата на множество комбинации от турнирната практика.
|   | a | b | c | d | e | f | g | h |   |
| 8 | черен офицер на бяло поле f5 · черен цар на черно поле g5 · бял офицер на бяло поле f3 · бяла пешка на бяло поле g2 · бяла пешка на черно поле h2 · бял цар на бяло поле f1 | черен офицер на бяло поле f5 · черен цар на черно поле g5 · бял офицер на бяло поле f3 · бяла пешка на бяло поле g2 · бяла пешка на черно поле h2 · бял цар на бяло поле f1 | черен офицер на бяло поле f5 · черен цар на черно поле g5 · бял офицер на бяло поле f3 · бяла пешка на бяло поле g2 · бяла пешка на черно поле h2 · бял цар на бяло поле f1 | черен офицер на бяло поле f5 · черен цар на черно поле g5 · бял офицер на бяло поле f3 · бяла пешка на бяло поле g2 · бяла пешка на черно поле h2 · бял цар на бяло поле f1 | черен офицер на бяло поле f5 · черен цар на черно поле g5 · бял офицер на бяло поле f3 · бяла пешка на бяло поле g2 · бяла пешка на черно поле h2 · бял цар на бяло поле f1 | черен офицер на бяло поле f5 · черен цар на черно поле g5 · бял офицер на бяло поле f3 · бяла пешка на бяло поле g2 · бяла пешка на черно поле h2 · бял цар на бяло поле f1 | черен офицер на бяло поле f5 · черен цар на черно поле g5 · бял офицер на бяло поле f3 · бяла пешка на бяло поле g2 · бяла пешка на черно поле h2 · бял цар на бяло поле f1 | черен офицер на бяло поле f5 · черен цар на черно поле g5 · бял офицер на бяло поле f3 · бяла пешка на бяло поле g2 · бяла пешка на черно поле h2 · бял цар на бяло поле f1 | 8 |
| 7 | черен офицер на бяло поле f5 · черен цар на черно поле g5 · бял офицер на бяло поле f3 · бяла пешка на бяло поле g2 · бяла пешка на черно поле h2 · бял цар на бяло поле f1 | черен офицер на бяло поле f5 · черен цар на черно поле g5 · бял офицер на бяло поле f3 · бяла пешка на бяло поле g2 · бяла пешка на черно поле h2 · бял цар на бяло поле f1 | черен офицер на бяло поле f5 · черен цар на черно поле g5 · бял офицер на бяло поле f3 · бяла пешка на бяло поле g2 · бяла пешка на черно поле h2 · бял цар на бяло поле f1 | черен офицер на бяло поле f5 · черен цар на черно поле g5 · бял офицер на бяло поле f3 · бяла пешка на бяло поле g2 · бяла пешка на черно поле h2 · бял цар на бяло поле f1 | черен офицер на бяло поле f5 · черен цар на черно поле g5 · бял офицер на бяло поле f3 · бяла пешка на бяло поле g2 · бяла пешка на черно поле h2 · бял цар на бяло поле f1 | черен офицер на бяло поле f5 · черен цар на черно поле g5 · бял офицер на бяло поле f3 · бяла пешка на бяло поле g2 · бяла пешка на черно поле h2 · бял цар на бяло поле f1 | черен офицер на бяло поле f5 · черен цар на черно поле g5 · бял офицер на бяло поле f3 · бяла пешка на бяло поле g2 · бяла пешка на черно поле h2 · бял цар на бяло поле f1 | черен офицер на бяло поле f5 · черен цар на черно поле g5 · бял офицер на бяло поле f3 · бяла пешка на бяло поле g2 · бяла пешка на черно поле h2 · бял цар на бяло поле f1 | 7 |
| 6 | черен офицер на бяло поле f5 · черен цар на черно поле g5 · бял офицер на бяло поле f3 · бяла пешка на бяло поле g2 · бяла пешка на черно поле h2 · бял цар на бяло поле f1 | черен офицер на бяло поле f5 · черен цар на черно поле g5 · бял офицер на бяло поле f3 · бяла пешка на бяло поле g2 · бяла пешка на черно поле h2 · бял цар на бяло поле f1 | черен офицер на бяло поле f5 · черен цар на черно поле g5 · бял офицер на бяло поле f3 · бяла пешка на бяло поле g2 · бяла пешка на черно поле h2 · бял цар на бяло поле f1 | черен офицер на бяло поле f5 · черен цар на черно поле g5 · бял офицер на бяло поле f3 · бяла пешка на бяло поле g2 · бяла пешка на черно поле h2 · бял цар на бяло поле f1 | черен офицер на бяло поле f5 · черен цар на черно поле g5 · бял офицер на бяло поле f3 · бяла пешка на бяло поле g2 · бяла пешка на черно поле h2 · бял цар на бяло поле f1 | черен офицер на бяло поле f5 · черен цар на черно поле g5 · бял офицер на бяло поле f3 · бяла пешка на бяло поле g2 · бяла пешка на черно поле h2 · бял цар на бяло поле f1 | черен офицер на бяло поле f5 · черен цар на черно поле g5 · бял офицер на бяло поле f3 · бяла пешка на бяло поле g2 · бяла пешка на черно поле h2 · бял цар на бяло поле f1 | черен офицер на бяло поле f5 · черен цар на черно поле g5 · бял офицер на бяло поле f3 · бяла пешка на бяло поле g2 · бяла пешка на черно поле h2 · бял цар на бяло поле f1 | 6 |
| 5 | черен офицер на бяло поле f5 · черен цар на черно поле g5 · бял офицер на бяло поле f3 · бяла пешка на бяло поле g2 · бяла пешка на черно поле h2 · бял цар на бяло поле f1 | черен офицер на бяло поле f5 · черен цар на черно поле g5 · бял офицер на бяло поле f3 · бяла пешка на бяло поле g2 · бяла пешка на черно поле h2 · бял цар на бяло поле f1 | черен офицер на бяло поле f5 · черен цар на черно поле g5 · бял офицер на бяло поле f3 · бяла пешка на бяло поле g2 · бяла пешка на черно поле h2 · бял цар на бяло поле f1 | черен офицер на бяло поле f5 · черен цар на черно поле g5 · бял офицер на бяло поле f3 · бяла пешка на бяло поле g2 · бяла пешка на черно поле h2 · бял цар на бяло поле f1 | черен офицер на бяло поле f5 · черен цар на черно поле g5 · бял офицер на бяло поле f3 · бяла пешка на бяло поле g2 · бяла пешка на черно поле h2 · бял цар на бяло поле f1 | черен офицер на бяло поле f5 · черен цар на черно поле g5 · бял офицер на бяло поле f3 · бяла пешка на бяло поле g2 · бяла пешка на черно поле h2 · бял цар на бяло поле f1 | черен офицер на бяло поле f5 · черен цар на черно поле g5 · бял офицер на бяло поле f3 · бяла пешка на бяло поле g2 · бяла пешка на черно поле h2 · бял цар на бяло поле f1 | черен офицер на бяло поле f5 · черен цар на черно поле g5 · бял офицер на бяло поле f3 · бяла пешка на бяло поле g2 · бяла пешка на черно поле h2 · бял цар на бяло поле f1 | 5 |
| 4 | черен офицер на бяло поле f5 · черен цар на черно поле g5 · бял офицер на бяло поле f3 · бяла пешка на бяло поле g2 · бяла пешка на черно поле h2 · бял цар на бяло поле f1 | черен офицер на бяло поле f5 · черен цар на черно поле g5 · бял офицер на бяло поле f3 · бяла пешка на бяло поле g2 · бяла пешка на черно поле h2 · бял цар на бяло поле f1 | черен офицер на бяло поле f5 · черен цар на черно поле g5 · бял офицер на бяло поле f3 · бяла пешка на бяло поле g2 · бяла пешка на черно поле h2 · бял цар на бяло поле f1 | черен офицер на бяло поле f5 · черен цар на черно поле g5 · бял офицер на бяло поле f3 · бяла пешка на бяло поле g2 · бяла пешка на черно поле h2 · бял цар на бяло поле f1 | черен офицер на бяло поле f5 · черен цар на черно поле g5 · бял офицер на бяло поле f3 · бяла пешка на бяло поле g2 · бяла пешка на черно поле h2 · бял цар на бяло поле f1 | черен офицер на бяло поле f5 · черен цар на черно поле g5 · бял офицер на бяло поле f3 · бяла пешка на бяло поле g2 · бяла пешка на черно поле h2 · бял цар на бяло поле f1 | черен офицер на бяло поле f5 · черен цар на черно поле g5 · бял офицер на бяло поле f3 · бяла пешка на бяло поле g2 · бяла пешка на черно поле h2 · бял цар на бяло поле f1 | черен офицер на бяло поле f5 · черен цар на черно поле g5 · бял офицер на бяло поле f3 · бяла пешка на бяло поле g2 · бяла пешка на черно поле h2 · бял цар на бяло поле f1 | 4 |
| 3 | черен офицер на бяло поле f5 · черен цар на черно поле g5 · бял офицер на бяло поле f3 · бяла пешка на бяло поле g2 · бяла пешка на черно поле h2 · бял цар на бяло поле f1 | черен офицер на бяло поле f5 · черен цар на черно поле g5 · бял офицер на бяло поле f3 · бяла пешка на бяло поле g2 · бяла пешка на черно поле h2 · бял цар на бяло поле f1 | черен офицер на бяло поле f5 · черен цар на черно поле g5 · бял офицер на бяло поле f3 · бяла пешка на бяло поле g2 · бяла пешка на черно поле h2 · бял цар на бяло поле f1 | черен офицер на бяло поле f5 · черен цар на черно поле g5 · бял офицер на бяло поле f3 · бяла пешка на бяло поле g2 · бяла пешка на черно поле h2 · бял цар на бяло поле f1 | черен офицер на бяло поле f5 · черен цар на черно поле g5 · бял офицер на бяло поле f3 · бяла пешка на бяло поле g2 · бяла пешка на черно поле h2 · бял цар на бяло поле f1 | черен офицер на бяло поле f5 · черен цар на черно поле g5 · бял офицер на бяло поле f3 · бяла пешка на бяло поле g2 · бяла пешка на черно поле h2 · бял цар на бяло поле f1 | черен офицер на бяло поле f5 · черен цар на черно поле g5 · бял офицер на бяло поле f3 · бяла пешка на бяло поле g2 · бяла пешка на черно поле h2 · бял цар на бяло поле f1 | черен офицер на бяло поле f5 · черен цар на черно поле g5 · бял офицер на бяло поле f3 · бяла пешка на бяло поле g2 · бяла пешка на черно поле h2 · бял цар на бяло поле f1 | 3 |
| 2 | черен офицер на бяло поле f5 · черен цар на черно поле g5 · бял офицер на бяло поле f3 · бяла пешка на бяло поле g2 · бяла пешка на черно поле h2 · бял цар на бяло поле f1 | черен офицер на бяло поле f5 · черен цар на черно поле g5 · бял офицер на бяло поле f3 · бяла пешка на бяло поле g2 · бяла пешка на черно поле h2 · бял цар на бяло поле f1 | черен офицер на бяло поле f5 · черен цар на черно поле g5 · бял офицер на бяло поле f3 · бяла пешка на бяло поле g2 · бяла пешка на черно поле h2 · бял цар на бяло поле f1 | черен офицер на бяло поле f5 · черен цар на черно поле g5 · бял офицер на бяло поле f3 · бяла пешка на бяло поле g2 · бяла пешка на черно поле h2 · бял цар на бяло поле f1 | черен офицер на бяло поле f5 · черен цар на черно поле g5 · бял офицер на бяло поле f3 · бяла пешка на бяло поле g2 · бяла пешка на черно поле h2 · бял цар на бяло поле f1 | черен офицер на бяло поле f5 · черен цар на черно поле g5 · бял офицер на бяло поле f3 · бяла пешка на бяло поле g2 · бяла пешка на черно поле h2 · бял цар на бяло поле f1 | черен офицер на бяло поле f5 · черен цар на черно поле g5 · бял офицер на бяло поле f3 · бяла пешка на бяло поле g2 · бяла пешка на черно поле h2 · бял цар на бяло поле f1 | черен офицер на бяло поле f5 · черен цар на черно поле g5 · бял офицер на бяло поле f3 · бяла пешка на бяло поле g2 · бяла пешка на черно поле h2 · бял цар на бяло поле f1 | 2 |
| 1 | черен офицер на бяло поле f5 · черен цар на черно поле g5 · бял офицер на бяло поле f3 · бяла пешка на бяло поле g2 · бяла пешка на черно поле h2 · бял цар на бяло поле f1 | черен офицер на бяло поле f5 · черен цар на черно поле g5 · бял офицер на бяло поле f3 · бяла пешка на бяло поле g2 · бяла пешка на черно поле h2 · бял цар на бяло поле f1 | черен офицер на бяло поле f5 · черен цар на черно поле g5 · бял офицер на бяло поле f3 · бяла пешка на бяло поле g2 · бяла пешка на черно поле h2 · бял цар на бяло поле f1 | черен офицер на бяло поле f5 · черен цар на черно поле g5 · бял офицер на бяло поле f3 · бяла пешка на бяло поле g2 · бяла пешка на черно поле h2 · бял цар на бяло поле f1 | черен офицер на бяло поле f5 · черен цар на черно поле g5 · бял офицер на бяло поле f3 · бяла пешка на бяло поле g2 · бяла пешка на черно поле h2 · бял цар на бяло поле f1 | черен офицер на бяло поле f5 · черен цар на черно поле g5 · бял офицер на бяло поле f3 · бяла пешка на бяло поле g2 · бяла пешка на черно поле h2 · бял цар на бяло поле f1 | черен офицер на бяло поле f5 · черен цар на черно поле g5 · бял офицер на бяло поле f3 · бяла пешка на бяло поле g2 · бяла пешка на черно поле h2 · бял цар на бяло поле f1 | черен офицер на бяло поле f5 · черен цар на черно поле g5 · бял офицер на бяло поле f3 · бяла пешка на бяло поле g2 · бяла пешка на черно поле h2 · бял цар на бяло поле f1 | 1 |
|   | a | b | c | d | e | f | g | h |   |

В тази позиция на Джоакино Греко от 17 век, белите има две пешки повече. Въпреки това, черните достигат до равенство, като жертват своя офицер. 
Решението 1. ... Оf5 – h3 2. g2:h3 води до финал, който белите не могат да спечелят. Двете им пионки са на крайната линия h. Черният цар отива на полето за преобразуване на пешките и просто обикаля между h8 и съседен квадрат.
Ако белите не вземат офицера, тогава черният офицер взима бялата пешка g2 на следващия ход. Така белите остават с крайна пешка и „грешен“ офицер и играта завършва наравно.

### Статистика
При определен цвят на офицера с пешка е възможно пешката да е на 8 вертикални линии. В един от тези 8 случая, когато е крайна пешка с „грешен“ офицер, тя не може да се произведе в дама или топ и играта е реми. Следователно в класически позиции, в които царят пази пешката си, другият цар е пред нея и не може след шах с офицера си да я вземе, по-силната страна печели средно в 87,5 % от случаите, а в 12,5 % играта завършва наравно при „грешен“ офицер.

## Офицер срещу пешки

### Свързани пешки
|   | a | b | c | d | e | f | g | h |   |
| 8 | черна пешка на черно поле a7 · черна пешка на черно поле c7 · черна пешка на черно поле d6 · черна пешка на черно поле a5 · черна пешка на черно поле e5 · черен цар на бяло поле a4 · черна пешка на черно поле f4 · бял цар на черно поле c3 · черна пешка на черно поле g3 · бял офицер на бяло поле h3 · черна пешка на черно поле h2 | черна пешка на черно поле a7 · черна пешка на черно поле c7 · черна пешка на черно поле d6 · черна пешка на черно поле a5 · черна пешка на черно поле e5 · черен цар на бяло поле a4 · черна пешка на черно поле f4 · бял цар на черно поле c3 · черна пешка на черно поле g3 · бял офицер на бяло поле h3 · черна пешка на черно поле h2 | черна пешка на черно поле a7 · черна пешка на черно поле c7 · черна пешка на черно поле d6 · черна пешка на черно поле a5 · черна пешка на черно поле e5 · черен цар на бяло поле a4 · черна пешка на черно поле f4 · бял цар на черно поле c3 · черна пешка на черно поле g3 · бял офицер на бяло поле h3 · черна пешка на черно поле h2 | черна пешка на черно поле a7 · черна пешка на черно поле c7 · черна пешка на черно поле d6 · черна пешка на черно поле a5 · черна пешка на черно поле e5 · черен цар на бяло поле a4 · черна пешка на черно поле f4 · бял цар на черно поле c3 · черна пешка на черно поле g3 · бял офицер на бяло поле h3 · черна пешка на черно поле h2 | черна пешка на черно поле a7 · черна пешка на черно поле c7 · черна пешка на черно поле d6 · черна пешка на черно поле a5 · черна пешка на черно поле e5 · черен цар на бяло поле a4 · черна пешка на черно поле f4 · бял цар на черно поле c3 · черна пешка на черно поле g3 · бял офицер на бяло поле h3 · черна пешка на черно поле h2 | черна пешка на черно поле a7 · черна пешка на черно поле c7 · черна пешка на черно поле d6 · черна пешка на черно поле a5 · черна пешка на черно поле e5 · черен цар на бяло поле a4 · черна пешка на черно поле f4 · бял цар на черно поле c3 · черна пешка на черно поле g3 · бял офицер на бяло поле h3 · черна пешка на черно поле h2 | черна пешка на черно поле a7 · черна пешка на черно поле c7 · черна пешка на черно поле d6 · черна пешка на черно поле a5 · черна пешка на черно поле e5 · черен цар на бяло поле a4 · черна пешка на черно поле f4 · бял цар на черно поле c3 · черна пешка на черно поле g3 · бял офицер на бяло поле h3 · черна пешка на черно поле h2 | черна пешка на черно поле a7 · черна пешка на черно поле c7 · черна пешка на черно поле d6 · черна пешка на черно поле a5 · черна пешка на черно поле e5 · черен цар на бяло поле a4 · черна пешка на черно поле f4 · бял цар на черно поле c3 · черна пешка на черно поле g3 · бял офицер на бяло поле h3 · черна пешка на черно поле h2 | 8 |
| 7 | черна пешка на черно поле a7 · черна пешка на черно поле c7 · черна пешка на черно поле d6 · черна пешка на черно поле a5 · черна пешка на черно поле e5 · черен цар на бяло поле a4 · черна пешка на черно поле f4 · бял цар на черно поле c3 · черна пешка на черно поле g3 · бял офицер на бяло поле h3 · черна пешка на черно поле h2 | черна пешка на черно поле a7 · черна пешка на черно поле c7 · черна пешка на черно поле d6 · черна пешка на черно поле a5 · черна пешка на черно поле e5 · черен цар на бяло поле a4 · черна пешка на черно поле f4 · бял цар на черно поле c3 · черна пешка на черно поле g3 · бял офицер на бяло поле h3 · черна пешка на черно поле h2 | черна пешка на черно поле a7 · черна пешка на черно поле c7 · черна пешка на черно поле d6 · черна пешка на черно поле a5 · черна пешка на черно поле e5 · черен цар на бяло поле a4 · черна пешка на черно поле f4 · бял цар на черно поле c3 · черна пешка на черно поле g3 · бял офицер на бяло поле h3 · черна пешка на черно поле h2 | черна пешка на черно поле a7 · черна пешка на черно поле c7 · черна пешка на черно поле d6 · черна пешка на черно поле a5 · черна пешка на черно поле e5 · черен цар на бяло поле a4 · черна пешка на черно поле f4 · бял цар на черно поле c3 · черна пешка на черно поле g3 · бял офицер на бяло поле h3 · черна пешка на черно поле h2 | черна пешка на черно поле a7 · черна пешка на черно поле c7 · черна пешка на черно поле d6 · черна пешка на черно поле a5 · черна пешка на черно поле e5 · черен цар на бяло поле a4 · черна пешка на черно поле f4 · бял цар на черно поле c3 · черна пешка на черно поле g3 · бял офицер на бяло поле h3 · черна пешка на черно поле h2 | черна пешка на черно поле a7 · черна пешка на черно поле c7 · черна пешка на черно поле d6 · черна пешка на черно поле a5 · черна пешка на черно поле e5 · черен цар на бяло поле a4 · черна пешка на черно поле f4 · бял цар на черно поле c3 · черна пешка на черно поле g3 · бял офицер на бяло поле h3 · черна пешка на черно поле h2 | черна пешка на черно поле a7 · черна пешка на черно поле c7 · черна пешка на черно поле d6 · черна пешка на черно поле a5 · черна пешка на черно поле e5 · черен цар на бяло поле a4 · черна пешка на черно поле f4 · бял цар на черно поле c3 · черна пешка на черно поле g3 · бял офицер на бяло поле h3 · черна пешка на черно поле h2 | черна пешка на черно поле a7 · черна пешка на черно поле c7 · черна пешка на черно поле d6 · черна пешка на черно поле a5 · черна пешка на черно поле e5 · черен цар на бяло поле a4 · черна пешка на черно поле f4 · бял цар на черно поле c3 · черна пешка на черно поле g3 · бял офицер на бяло поле h3 · черна пешка на черно поле h2 | 7 |
| 6 | черна пешка на черно поле a7 · черна пешка на черно поле c7 · черна пешка на черно поле d6 · черна пешка на черно поле a5 · черна пешка на черно поле e5 · черен цар на бяло поле a4 · черна пешка на черно поле f4 · бял цар на черно поле c3 · черна пешка на черно поле g3 · бял офицер на бяло поле h3 · черна пешка на черно поле h2 | черна пешка на черно поле a7 · черна пешка на черно поле c7 · черна пешка на черно поле d6 · черна пешка на черно поле a5 · черна пешка на черно поле e5 · черен цар на бяло поле a4 · черна пешка на черно поле f4 · бял цар на черно поле c3 · черна пешка на черно поле g3 · бял офицер на бяло поле h3 · черна пешка на черно поле h2 | черна пешка на черно поле a7 · черна пешка на черно поле c7 · черна пешка на черно поле d6 · черна пешка на черно поле a5 · черна пешка на черно поле e5 · черен цар на бяло поле a4 · черна пешка на черно поле f4 · бял цар на черно поле c3 · черна пешка на черно поле g3 · бял офицер на бяло поле h3 · черна пешка на черно поле h2 | черна пешка на черно поле a7 · черна пешка на черно поле c7 · черна пешка на черно поле d6 · черна пешка на черно поле a5 · черна пешка на черно поле e5 · черен цар на бяло поле a4 · черна пешка на черно поле f4 · бял цар на черно поле c3 · черна пешка на черно поле g3 · бял офицер на бяло поле h3 · черна пешка на черно поле h2 | черна пешка на черно поле a7 · черна пешка на черно поле c7 · черна пешка на черно поле d6 · черна пешка на черно поле a5 · черна пешка на черно поле e5 · черен цар на бяло поле a4 · черна пешка на черно поле f4 · бял цар на черно поле c3 · черна пешка на черно поле g3 · бял офицер на бяло поле h3 · черна пешка на черно поле h2 | черна пешка на черно поле a7 · черна пешка на черно поле c7 · черна пешка на черно поле d6 · черна пешка на черно поле a5 · черна пешка на черно поле e5 · черен цар на бяло поле a4 · черна пешка на черно поле f4 · бял цар на черно поле c3 · черна пешка на черно поле g3 · бял офицер на бяло поле h3 · черна пешка на черно поле h2 | черна пешка на черно поле a7 · черна пешка на черно поле c7 · черна пешка на черно поле d6 · черна пешка на черно поле a5 · черна пешка на черно поле e5 · черен цар на бяло поле a4 · черна пешка на черно поле f4 · бял цар на черно поле c3 · черна пешка на черно поле g3 · бял офицер на бяло поле h3 · черна пешка на черно поле h2 | черна пешка на черно поле a7 · черна пешка на черно поле c7 · черна пешка на черно поле d6 · черна пешка на черно поле a5 · черна пешка на черно поле e5 · черен цар на бяло поле a4 · черна пешка на черно поле f4 · бял цар на черно поле c3 · черна пешка на черно поле g3 · бял офицер на бяло поле h3 · черна пешка на черно поле h2 | 6 |
| 5 | черна пешка на черно поле a7 · черна пешка на черно поле c7 · черна пешка на черно поле d6 · черна пешка на черно поле a5 · черна пешка на черно поле e5 · черен цар на бяло поле a4 · черна пешка на черно поле f4 · бял цар на черно поле c3 · черна пешка на черно поле g3 · бял офицер на бяло поле h3 · черна пешка на черно поле h2 | черна пешка на черно поле a7 · черна пешка на черно поле c7 · черна пешка на черно поле d6 · черна пешка на черно поле a5 · черна пешка на черно поле e5 · черен цар на бяло поле a4 · черна пешка на черно поле f4 · бял цар на черно поле c3 · черна пешка на черно поле g3 · бял офицер на бяло поле h3 · черна пешка на черно поле h2 | черна пешка на черно поле a7 · черна пешка на черно поле c7 · черна пешка на черно поле d6 · черна пешка на черно поле a5 · черна пешка на черно поле e5 · черен цар на бяло поле a4 · черна пешка на черно поле f4 · бял цар на черно поле c3 · черна пешка на черно поле g3 · бял офицер на бяло поле h3 · черна пешка на черно поле h2 | черна пешка на черно поле a7 · черна пешка на черно поле c7 · черна пешка на черно поле d6 · черна пешка на черно поле a5 · черна пешка на черно поле e5 · черен цар на бяло поле a4 · черна пешка на черно поле f4 · бял цар на черно поле c3 · черна пешка на черно поле g3 · бял офицер на бяло поле h3 · черна пешка на черно поле h2 | черна пешка на черно поле a7 · черна пешка на черно поле c7 · черна пешка на черно поле d6 · черна пешка на черно поле a5 · черна пешка на черно поле e5 · черен цар на бяло поле a4 · черна пешка на черно поле f4 · бял цар на черно поле c3 · черна пешка на черно поле g3 · бял офицер на бяло поле h3 · черна пешка на черно поле h2 | черна пешка на черно поле a7 · черна пешка на черно поле c7 · черна пешка на черно поле d6 · черна пешка на черно поле a5 · черна пешка на черно поле e5 · черен цар на бяло поле a4 · черна пешка на черно поле f4 · бял цар на черно поле c3 · черна пешка на черно поле g3 · бял офицер на бяло поле h3 · черна пешка на черно поле h2 | черна пешка на черно поле a7 · черна пешка на черно поле c7 · черна пешка на черно поле d6 · черна пешка на черно поле a5 · черна пешка на черно поле e5 · черен цар на бяло поле a4 · черна пешка на черно поле f4 · бял цар на черно поле c3 · черна пешка на черно поле g3 · бял офицер на бяло поле h3 · черна пешка на черно поле h2 | черна пешка на черно поле a7 · черна пешка на черно поле c7 · черна пешка на черно поле d6 · черна пешка на черно поле a5 · черна пешка на черно поле e5 · черен цар на бяло поле a4 · черна пешка на черно поле f4 · бял цар на черно поле c3 · черна пешка на черно поле g3 · бял офицер на бяло поле h3 · черна пешка на черно поле h2 | 5 |
| 4 | черна пешка на черно поле a7 · черна пешка на черно поле c7 · черна пешка на черно поле d6 · черна пешка на черно поле a5 · черна пешка на черно поле e5 · черен цар на бяло поле a4 · черна пешка на черно поле f4 · бял цар на черно поле c3 · черна пешка на черно поле g3 · бял офицер на бяло поле h3 · черна пешка на черно поле h2 | черна пешка на черно поле a7 · черна пешка на черно поле c7 · черна пешка на черно поле d6 · черна пешка на черно поле a5 · черна пешка на черно поле e5 · черен цар на бяло поле a4 · черна пешка на черно поле f4 · бял цар на черно поле c3 · черна пешка на черно поле g3 · бял офицер на бяло поле h3 · черна пешка на черно поле h2 | черна пешка на черно поле a7 · черна пешка на черно поле c7 · черна пешка на черно поле d6 · черна пешка на черно поле a5 · черна пешка на черно поле e5 · черен цар на бяло поле a4 · черна пешка на черно поле f4 · бял цар на черно поле c3 · черна пешка на черно поле g3 · бял офицер на бяло поле h3 · черна пешка на черно поле h2 | черна пешка на черно поле a7 · черна пешка на черно поле c7 · черна пешка на черно поле d6 · черна пешка на черно поле a5 · черна пешка на черно поле e5 · черен цар на бяло поле a4 · черна пешка на черно поле f4 · бял цар на черно поле c3 · черна пешка на черно поле g3 · бял офицер на бяло поле h3 · черна пешка на черно поле h2 | черна пешка на черно поле a7 · черна пешка на черно поле c7 · черна пешка на черно поле d6 · черна пешка на черно поле a5 · черна пешка на черно поле e5 · черен цар на бяло поле a4 · черна пешка на черно поле f4 · бял цар на черно поле c3 · черна пешка на черно поле g3 · бял офицер на бяло поле h3 · черна пешка на черно поле h2 | черна пешка на черно поле a7 · черна пешка на черно поле c7 · черна пешка на черно поле d6 · черна пешка на черно поле a5 · черна пешка на черно поле e5 · черен цар на бяло поле a4 · черна пешка на черно поле f4 · бял цар на черно поле c3 · черна пешка на черно поле g3 · бял офицер на бяло поле h3 · черна пешка на черно поле h2 | черна пешка на черно поле a7 · черна пешка на черно поле c7 · черна пешка на черно поле d6 · черна пешка на черно поле a5 · черна пешка на черно поле e5 · черен цар на бяло поле a4 · черна пешка на черно поле f4 · бял цар на черно поле c3 · черна пешка на черно поле g3 · бял офицер на бяло поле h3 · черна пешка на черно поле h2 | черна пешка на черно поле a7 · черна пешка на черно поле c7 · черна пешка на черно поле d6 · черна пешка на черно поле a5 · черна пешка на черно поле e5 · черен цар на бяло поле a4 · черна пешка на черно поле f4 · бял цар на черно поле c3 · черна пешка на черно поле g3 · бял офицер на бяло поле h3 · черна пешка на черно поле h2 | 4 |
| 3 | черна пешка на черно поле a7 · черна пешка на черно поле c7 · черна пешка на черно поле d6 · черна пешка на черно поле a5 · черна пешка на черно поле e5 · черен цар на бяло поле a4 · черна пешка на черно поле f4 · бял цар на черно поле c3 · черна пешка на черно поле g3 · бял офицер на бяло поле h3 · черна пешка на черно поле h2 | черна пешка на черно поле a7 · черна пешка на черно поле c7 · черна пешка на черно поле d6 · черна пешка на черно поле a5 · черна пешка на черно поле e5 · черен цар на бяло поле a4 · черна пешка на черно поле f4 · бял цар на черно поле c3 · черна пешка на черно поле g3 · бял офицер на бяло поле h3 · черна пешка на черно поле h2 | черна пешка на черно поле a7 · черна пешка на черно поле c7 · черна пешка на черно поле d6 · черна пешка на черно поле a5 · черна пешка на черно поле e5 · черен цар на бяло поле a4 · черна пешка на черно поле f4 · бял цар на черно поле c3 · черна пешка на черно поле g3 · бял офицер на бяло поле h3 · черна пешка на черно поле h2 | черна пешка на черно поле a7 · черна пешка на черно поле c7 · черна пешка на черно поле d6 · черна пешка на черно поле a5 · черна пешка на черно поле e5 · черен цар на бяло поле a4 · черна пешка на черно поле f4 · бял цар на черно поле c3 · черна пешка на черно поле g3 · бял офицер на бяло поле h3 · черна пешка на черно поле h2 | черна пешка на черно поле a7 · черна пешка на черно поле c7 · черна пешка на черно поле d6 · черна пешка на черно поле a5 · черна пешка на черно поле e5 · черен цар на бяло поле a4 · черна пешка на черно поле f4 · бял цар на черно поле c3 · черна пешка на черно поле g3 · бял офицер на бяло поле h3 · черна пешка на черно поле h2 | черна пешка на черно поле a7 · черна пешка на черно поле c7 · черна пешка на черно поле d6 · черна пешка на черно поле a5 · черна пешка на черно поле e5 · черен цар на бяло поле a4 · черна пешка на черно поле f4 · бял цар на черно поле c3 · черна пешка на черно поле g3 · бял офицер на бяло поле h3 · черна пешка на черно поле h2 | черна пешка на черно поле a7 · черна пешка на черно поле c7 · черна пешка на черно поле d6 · черна пешка на черно поле a5 · черна пешка на черно поле e5 · черен цар на бяло поле a4 · черна пешка на черно поле f4 · бял цар на черно поле c3 · черна пешка на черно поле g3 · бял офицер на бяло поле h3 · черна пешка на черно поле h2 | черна пешка на черно поле a7 · черна пешка на черно поле c7 · черна пешка на черно поле d6 · черна пешка на черно поле a5 · черна пешка на черно поле e5 · черен цар на бяло поле a4 · черна пешка на черно поле f4 · бял цар на черно поле c3 · черна пешка на черно поле g3 · бял офицер на бяло поле h3 · черна пешка на черно поле h2 | 3 |
| 2 | черна пешка на черно поле a7 · черна пешка на черно поле c7 · черна пешка на черно поле d6 · черна пешка на черно поле a5 · черна пешка на черно поле e5 · черен цар на бяло поле a4 · черна пешка на черно поле f4 · бял цар на черно поле c3 · черна пешка на черно поле g3 · бял офицер на бяло поле h3 · черна пешка на черно поле h2 | черна пешка на черно поле a7 · черна пешка на черно поле c7 · черна пешка на черно поле d6 · черна пешка на черно поле a5 · черна пешка на черно поле e5 · черен цар на бяло поле a4 · черна пешка на черно поле f4 · бял цар на черно поле c3 · черна пешка на черно поле g3 · бял офицер на бяло поле h3 · черна пешка на черно поле h2 | черна пешка на черно поле a7 · черна пешка на черно поле c7 · черна пешка на черно поле d6 · черна пешка на черно поле a5 · черна пешка на черно поле e5 · черен цар на бяло поле a4 · черна пешка на черно поле f4 · бял цар на черно поле c3 · черна пешка на черно поле g3 · бял офицер на бяло поле h3 · черна пешка на черно поле h2 | черна пешка на черно поле a7 · черна пешка на черно поле c7 · черна пешка на черно поле d6 · черна пешка на черно поле a5 · черна пешка на черно поле e5 · черен цар на бяло поле a4 · черна пешка на черно поле f4 · бял цар на черно поле c3 · черна пешка на черно поле g3 · бял офицер на бяло поле h3 · черна пешка на черно поле h2 | черна пешка на черно поле a7 · черна пешка на черно поле c7 · черна пешка на черно поле d6 · черна пешка на черно поле a5 · черна пешка на черно поле e5 · черен цар на бяло поле a4 · черна пешка на черно поле f4 · бял цар на черно поле c3 · черна пешка на черно поле g3 · бял офицер на бяло поле h3 · черна пешка на черно поле h2 | черна пешка на черно поле a7 · черна пешка на черно поле c7 · черна пешка на черно поле d6 · черна пешка на черно поле a5 · черна пешка на черно поле e5 · черен цар на бяло поле a4 · черна пешка на черно поле f4 · бял цар на черно поле c3 · черна пешка на черно поле g3 · бял офицер на бяло поле h3 · черна пешка на черно поле h2 | черна пешка на черно поле a7 · черна пешка на черно поле c7 · черна пешка на черно поле d6 · черна пешка на черно поле a5 · черна пешка на черно поле e5 · черен цар на бяло поле a4 · черна пешка на черно поле f4 · бял цар на черно поле c3 · черна пешка на черно поле g3 · бял офицер на бяло поле h3 · черна пешка на черно поле h2 | черна пешка на черно поле a7 · черна пешка на черно поле c7 · черна пешка на черно поле d6 · черна пешка на черно поле a5 · черна пешка на черно поле e5 · черен цар на бяло поле a4 · черна пешка на черно поле f4 · бял цар на черно поле c3 · черна пешка на черно поле g3 · бял офицер на бяло поле h3 · черна пешка на черно поле h2 | 2 |
| 1 | черна пешка на черно поле a7 · черна пешка на черно поле c7 · черна пешка на черно поле d6 · черна пешка на черно поле a5 · черна пешка на черно поле e5 · черен цар на бяло поле a4 · черна пешка на черно поле f4 · бял цар на черно поле c3 · черна пешка на черно поле g3 · бял офицер на бяло поле h3 · черна пешка на черно поле h2 | черна пешка на черно поле a7 · черна пешка на черно поле c7 · черна пешка на черно поле d6 · черна пешка на черно поле a5 · черна пешка на черно поле e5 · черен цар на бяло поле a4 · черна пешка на черно поле f4 · бял цар на черно поле c3 · черна пешка на черно поле g3 · бял офицер на бяло поле h3 · черна пешка на черно поле h2 | черна пешка на черно поле a7 · черна пешка на черно поле c7 · черна пешка на черно поле d6 · черна пешка на черно поле a5 · черна пешка на черно поле e5 · черен цар на бяло поле a4 · черна пешка на черно поле f4 · бял цар на черно поле c3 · черна пешка на черно поле g3 · бял офицер на бяло поле h3 · черна пешка на черно поле h2 | черна пешка на черно поле a7 · черна пешка на черно поле c7 · черна пешка на черно поле d6 · черна пешка на черно поле a5 · черна пешка на черно поле e5 · черен цар на бяло поле a4 · черна пешка на черно поле f4 · бял цар на черно поле c3 · черна пешка на черно поле g3 · бял офицер на бяло поле h3 · черна пешка на черно поле h2 | черна пешка на черно поле a7 · черна пешка на черно поле c7 · черна пешка на черно поле d6 · черна пешка на черно поле a5 · черна пешка на черно поле e5 · черен цар на бяло поле a4 · черна пешка на черно поле f4 · бял цар на черно поле c3 · черна пешка на черно поле g3 · бял офицер на бяло поле h3 · черна пешка на черно поле h2 | черна пешка на черно поле a7 · черна пешка на черно поле c7 · черна пешка на черно поле d6 · черна пешка на черно поле a5 · черна пешка на черно поле e5 · черен цар на бяло поле a4 · черна пешка на черно поле f4 · бял цар на черно поле c3 · черна пешка на черно поле g3 · бял офицер на бяло поле h3 · черна пешка на черно поле h2 | черна пешка на черно поле a7 · черна пешка на черно поле c7 · черна пешка на черно поле d6 · черна пешка на черно поле a5 · черна пешка на черно поле e5 · черен цар на бяло поле a4 · черна пешка на черно поле f4 · бял цар на черно поле c3 · черна пешка на черно поле g3 · бял офицер на бяло поле h3 · черна пешка на черно поле h2 | черна пешка на черно поле a7 · черна пешка на черно поле c7 · черна пешка на черно поле d6 · черна пешка на черно поле a5 · черна пешка на черно поле e5 · черен цар на бяло поле a4 · черна пешка на черно поле f4 · бял цар на черно поле c3 · черна пешка на черно поле g3 · бял офицер на бяло поле h3 · черна пешка на черно поле h2 | 1 |
|   | a | b | c | d | e | f | g | h |   |

Обикновено офицерът прави равенство срещу две свързани пешки, ако неговият цар не е много далеч от пешките. Рано или късно офицерът трябва да се пожертва за една от пешките, а след това неговият цар трябва да е достатъчно близо, за да задържи резултата от пешката в равенство.
Следващият пример показва етюд, в който офицерът сам може да спре шест пешки.
Решение:
1. Оh3-d7+ Цa4-a3
2. Оd7-c6 Цa3-a2
3. Цc3-c2 a7-a6
4. Оc6 – h1.
Черните пешки не се преобразуват, равенство.

### Изолирани пешки
|   | a | b | c | d | e | f | g | h |   |
| 8 | бял офицер на черно поле d8 · черен цар на бяло поле e8 · бял цар на черно поле c7 · черна пешка на бяло поле f7 · черна пешка на бяло поле f5 · бяла пешка на черно поле g5 · черна пешка на бяло поле c4 | бял офицер на черно поле d8 · черен цар на бяло поле e8 · бял цар на черно поле c7 · черна пешка на бяло поле f7 · черна пешка на бяло поле f5 · бяла пешка на черно поле g5 · черна пешка на бяло поле c4 | бял офицер на черно поле d8 · черен цар на бяло поле e8 · бял цар на черно поле c7 · черна пешка на бяло поле f7 · черна пешка на бяло поле f5 · бяла пешка на черно поле g5 · черна пешка на бяло поле c4 | бял офицер на черно поле d8 · черен цар на бяло поле e8 · бял цар на черно поле c7 · черна пешка на бяло поле f7 · черна пешка на бяло поле f5 · бяла пешка на черно поле g5 · черна пешка на бяло поле c4 | бял офицер на черно поле d8 · черен цар на бяло поле e8 · бял цар на черно поле c7 · черна пешка на бяло поле f7 · черна пешка на бяло поле f5 · бяла пешка на черно поле g5 · черна пешка на бяло поле c4 | бял офицер на черно поле d8 · черен цар на бяло поле e8 · бял цар на черно поле c7 · черна пешка на бяло поле f7 · черна пешка на бяло поле f5 · бяла пешка на черно поле g5 · черна пешка на бяло поле c4 | бял офицер на черно поле d8 · черен цар на бяло поле e8 · бял цар на черно поле c7 · черна пешка на бяло поле f7 · черна пешка на бяло поле f5 · бяла пешка на черно поле g5 · черна пешка на бяло поле c4 | бял офицер на черно поле d8 · черен цар на бяло поле e8 · бял цар на черно поле c7 · черна пешка на бяло поле f7 · черна пешка на бяло поле f5 · бяла пешка на черно поле g5 · черна пешка на бяло поле c4 | 8 |
| 7 | бял офицер на черно поле d8 · черен цар на бяло поле e8 · бял цар на черно поле c7 · черна пешка на бяло поле f7 · черна пешка на бяло поле f5 · бяла пешка на черно поле g5 · черна пешка на бяло поле c4 | бял офицер на черно поле d8 · черен цар на бяло поле e8 · бял цар на черно поле c7 · черна пешка на бяло поле f7 · черна пешка на бяло поле f5 · бяла пешка на черно поле g5 · черна пешка на бяло поле c4 | бял офицер на черно поле d8 · черен цар на бяло поле e8 · бял цар на черно поле c7 · черна пешка на бяло поле f7 · черна пешка на бяло поле f5 · бяла пешка на черно поле g5 · черна пешка на бяло поле c4 | бял офицер на черно поле d8 · черен цар на бяло поле e8 · бял цар на черно поле c7 · черна пешка на бяло поле f7 · черна пешка на бяло поле f5 · бяла пешка на черно поле g5 · черна пешка на бяло поле c4 | бял офицер на черно поле d8 · черен цар на бяло поле e8 · бял цар на черно поле c7 · черна пешка на бяло поле f7 · черна пешка на бяло поле f5 · бяла пешка на черно поле g5 · черна пешка на бяло поле c4 | бял офицер на черно поле d8 · черен цар на бяло поле e8 · бял цар на черно поле c7 · черна пешка на бяло поле f7 · черна пешка на бяло поле f5 · бяла пешка на черно поле g5 · черна пешка на бяло поле c4 | бял офицер на черно поле d8 · черен цар на бяло поле e8 · бял цар на черно поле c7 · черна пешка на бяло поле f7 · черна пешка на бяло поле f5 · бяла пешка на черно поле g5 · черна пешка на бяло поле c4 | бял офицер на черно поле d8 · черен цар на бяло поле e8 · бял цар на черно поле c7 · черна пешка на бяло поле f7 · черна пешка на бяло поле f5 · бяла пешка на черно поле g5 · черна пешка на бяло поле c4 | 7 |
| 6 | бял офицер на черно поле d8 · черен цар на бяло поле e8 · бял цар на черно поле c7 · черна пешка на бяло поле f7 · черна пешка на бяло поле f5 · бяла пешка на черно поле g5 · черна пешка на бяло поле c4 | бял офицер на черно поле d8 · черен цар на бяло поле e8 · бял цар на черно поле c7 · черна пешка на бяло поле f7 · черна пешка на бяло поле f5 · бяла пешка на черно поле g5 · черна пешка на бяло поле c4 | бял офицер на черно поле d8 · черен цар на бяло поле e8 · бял цар на черно поле c7 · черна пешка на бяло поле f7 · черна пешка на бяло поле f5 · бяла пешка на черно поле g5 · черна пешка на бяло поле c4 | бял офицер на черно поле d8 · черен цар на бяло поле e8 · бял цар на черно поле c7 · черна пешка на бяло поле f7 · черна пешка на бяло поле f5 · бяла пешка на черно поле g5 · черна пешка на бяло поле c4 | бял офицер на черно поле d8 · черен цар на бяло поле e8 · бял цар на черно поле c7 · черна пешка на бяло поле f7 · черна пешка на бяло поле f5 · бяла пешка на черно поле g5 · черна пешка на бяло поле c4 | бял офицер на черно поле d8 · черен цар на бяло поле e8 · бял цар на черно поле c7 · черна пешка на бяло поле f7 · черна пешка на бяло поле f5 · бяла пешка на черно поле g5 · черна пешка на бяло поле c4 | бял офицер на черно поле d8 · черен цар на бяло поле e8 · бял цар на черно поле c7 · черна пешка на бяло поле f7 · черна пешка на бяло поле f5 · бяла пешка на черно поле g5 · черна пешка на бяло поле c4 | бял офицер на черно поле d8 · черен цар на бяло поле e8 · бял цар на черно поле c7 · черна пешка на бяло поле f7 · черна пешка на бяло поле f5 · бяла пешка на черно поле g5 · черна пешка на бяло поле c4 | 6 |
| 5 | бял офицер на черно поле d8 · черен цар на бяло поле e8 · бял цар на черно поле c7 · черна пешка на бяло поле f7 · черна пешка на бяло поле f5 · бяла пешка на черно поле g5 · черна пешка на бяло поле c4 | бял офицер на черно поле d8 · черен цар на бяло поле e8 · бял цар на черно поле c7 · черна пешка на бяло поле f7 · черна пешка на бяло поле f5 · бяла пешка на черно поле g5 · черна пешка на бяло поле c4 | бял офицер на черно поле d8 · черен цар на бяло поле e8 · бял цар на черно поле c7 · черна пешка на бяло поле f7 · черна пешка на бяло поле f5 · бяла пешка на черно поле g5 · черна пешка на бяло поле c4 | бял офицер на черно поле d8 · черен цар на бяло поле e8 · бял цар на черно поле c7 · черна пешка на бяло поле f7 · черна пешка на бяло поле f5 · бяла пешка на черно поле g5 · черна пешка на бяло поле c4 | бял офицер на черно поле d8 · черен цар на бяло поле e8 · бял цар на черно поле c7 · черна пешка на бяло поле f7 · черна пешка на бяло поле f5 · бяла пешка на черно поле g5 · черна пешка на бяло поле c4 | бял офицер на черно поле d8 · черен цар на бяло поле e8 · бял цар на черно поле c7 · черна пешка на бяло поле f7 · черна пешка на бяло поле f5 · бяла пешка на черно поле g5 · черна пешка на бяло поле c4 | бял офицер на черно поле d8 · черен цар на бяло поле e8 · бял цар на черно поле c7 · черна пешка на бяло поле f7 · черна пешка на бяло поле f5 · бяла пешка на черно поле g5 · черна пешка на бяло поле c4 | бял офицер на черно поле d8 · черен цар на бяло поле e8 · бял цар на черно поле c7 · черна пешка на бяло поле f7 · черна пешка на бяло поле f5 · бяла пешка на черно поле g5 · черна пешка на бяло поле c4 | 5 |
| 4 | бял офицер на черно поле d8 · черен цар на бяло поле e8 · бял цар на черно поле c7 · черна пешка на бяло поле f7 · черна пешка на бяло поле f5 · бяла пешка на черно поле g5 · черна пешка на бяло поле c4 | бял офицер на черно поле d8 · черен цар на бяло поле e8 · бял цар на черно поле c7 · черна пешка на бяло поле f7 · черна пешка на бяло поле f5 · бяла пешка на черно поле g5 · черна пешка на бяло поле c4 | бял офицер на черно поле d8 · черен цар на бяло поле e8 · бял цар на черно поле c7 · черна пешка на бяло поле f7 · черна пешка на бяло поле f5 · бяла пешка на черно поле g5 · черна пешка на бяло поле c4 | бял офицер на черно поле d8 · черен цар на бяло поле e8 · бял цар на черно поле c7 · черна пешка на бяло поле f7 · черна пешка на бяло поле f5 · бяла пешка на черно поле g5 · черна пешка на бяло поле c4 | бял офицер на черно поле d8 · черен цар на бяло поле e8 · бял цар на черно поле c7 · черна пешка на бяло поле f7 · черна пешка на бяло поле f5 · бяла пешка на черно поле g5 · черна пешка на бяло поле c4 | бял офицер на черно поле d8 · черен цар на бяло поле e8 · бял цар на черно поле c7 · черна пешка на бяло поле f7 · черна пешка на бяло поле f5 · бяла пешка на черно поле g5 · черна пешка на бяло поле c4 | бял офицер на черно поле d8 · черен цар на бяло поле e8 · бял цар на черно поле c7 · черна пешка на бяло поле f7 · черна пешка на бяло поле f5 · бяла пешка на черно поле g5 · черна пешка на бяло поле c4 | бял офицер на черно поле d8 · черен цар на бяло поле e8 · бял цар на черно поле c7 · черна пешка на бяло поле f7 · черна пешка на бяло поле f5 · бяла пешка на черно поле g5 · черна пешка на бяло поле c4 | 4 |
| 3 | бял офицер на черно поле d8 · черен цар на бяло поле e8 · бял цар на черно поле c7 · черна пешка на бяло поле f7 · черна пешка на бяло поле f5 · бяла пешка на черно поле g5 · черна пешка на бяло поле c4 | бял офицер на черно поле d8 · черен цар на бяло поле e8 · бял цар на черно поле c7 · черна пешка на бяло поле f7 · черна пешка на бяло поле f5 · бяла пешка на черно поле g5 · черна пешка на бяло поле c4 | бял офицер на черно поле d8 · черен цар на бяло поле e8 · бял цар на черно поле c7 · черна пешка на бяло поле f7 · черна пешка на бяло поле f5 · бяла пешка на черно поле g5 · черна пешка на бяло поле c4 | бял офицер на черно поле d8 · черен цар на бяло поле e8 · бял цар на черно поле c7 · черна пешка на бяло поле f7 · черна пешка на бяло поле f5 · бяла пешка на черно поле g5 · черна пешка на бяло поле c4 | бял офицер на черно поле d8 · черен цар на бяло поле e8 · бял цар на черно поле c7 · черна пешка на бяло поле f7 · черна пешка на бяло поле f5 · бяла пешка на черно поле g5 · черна пешка на бяло поле c4 | бял офицер на черно поле d8 · черен цар на бяло поле e8 · бял цар на черно поле c7 · черна пешка на бяло поле f7 · черна пешка на бяло поле f5 · бяла пешка на черно поле g5 · черна пешка на бяло поле c4 | бял офицер на черно поле d8 · черен цар на бяло поле e8 · бял цар на черно поле c7 · черна пешка на бяло поле f7 · черна пешка на бяло поле f5 · бяла пешка на черно поле g5 · черна пешка на бяло поле c4 | бял офицер на черно поле d8 · черен цар на бяло поле e8 · бял цар на черно поле c7 · черна пешка на бяло поле f7 · черна пешка на бяло поле f5 · бяла пешка на черно поле g5 · черна пешка на бяло поле c4 | 3 |
| 2 | бял офицер на черно поле d8 · черен цар на бяло поле e8 · бял цар на черно поле c7 · черна пешка на бяло поле f7 · черна пешка на бяло поле f5 · бяла пешка на черно поле g5 · черна пешка на бяло поле c4 | бял офицер на черно поле d8 · черен цар на бяло поле e8 · бял цар на черно поле c7 · черна пешка на бяло поле f7 · черна пешка на бяло поле f5 · бяла пешка на черно поле g5 · черна пешка на бяло поле c4 | бял офицер на черно поле d8 · черен цар на бяло поле e8 · бял цар на черно поле c7 · черна пешка на бяло поле f7 · черна пешка на бяло поле f5 · бяла пешка на черно поле g5 · черна пешка на бяло поле c4 | бял офицер на черно поле d8 · черен цар на бяло поле e8 · бял цар на черно поле c7 · черна пешка на бяло поле f7 · черна пешка на бяло поле f5 · бяла пешка на черно поле g5 · черна пешка на бяло поле c4 | бял офицер на черно поле d8 · черен цар на бяло поле e8 · бял цар на черно поле c7 · черна пешка на бяло поле f7 · черна пешка на бяло поле f5 · бяла пешка на черно поле g5 · черна пешка на бяло поле c4 | бял офицер на черно поле d8 · черен цар на бяло поле e8 · бял цар на черно поле c7 · черна пешка на бяло поле f7 · черна пешка на бяло поле f5 · бяла пешка на черно поле g5 · черна пешка на бяло поле c4 | бял офицер на черно поле d8 · черен цар на бяло поле e8 · бял цар на черно поле c7 · черна пешка на бяло поле f7 · черна пешка на бяло поле f5 · бяла пешка на черно поле g5 · черна пешка на бяло поле c4 | бял офицер на черно поле d8 · черен цар на бяло поле e8 · бял цар на черно поле c7 · черна пешка на бяло поле f7 · черна пешка на бяло поле f5 · бяла пешка на черно поле g5 · черна пешка на бяло поле c4 | 2 |
| 1 | бял офицер на черно поле d8 · черен цар на бяло поле e8 · бял цар на черно поле c7 · черна пешка на бяло поле f7 · черна пешка на бяло поле f5 · бяла пешка на черно поле g5 · черна пешка на бяло поле c4 | бял офицер на черно поле d8 · черен цар на бяло поле e8 · бял цар на черно поле c7 · черна пешка на бяло поле f7 · черна пешка на бяло поле f5 · бяла пешка на черно поле g5 · черна пешка на бяло поле c4 | бял офицер на черно поле d8 · черен цар на бяло поле e8 · бял цар на черно поле c7 · черна пешка на бяло поле f7 · черна пешка на бяло поле f5 · бяла пешка на черно поле g5 · черна пешка на бяло поле c4 | бял офицер на черно поле d8 · черен цар на бяло поле e8 · бял цар на черно поле c7 · черна пешка на бяло поле f7 · черна пешка на бяло поле f5 · бяла пешка на черно поле g5 · черна пешка на бяло поле c4 | бял офицер на черно поле d8 · черен цар на бяло поле e8 · бял цар на черно поле c7 · черна пешка на бяло поле f7 · черна пешка на бяло поле f5 · бяла пешка на черно поле g5 · черна пешка на бяло поле c4 | бял офицер на черно поле d8 · черен цар на бяло поле e8 · бял цар на черно поле c7 · черна пешка на бяло поле f7 · черна пешка на бяло поле f5 · бяла пешка на черно поле g5 · черна пешка на бяло поле c4 | бял офицер на черно поле d8 · черен цар на бяло поле e8 · бял цар на черно поле c7 · черна пешка на бяло поле f7 · черна пешка на бяло поле f5 · бяла пешка на черно поле g5 · черна пешка на бяло поле c4 | бял офицер на черно поле d8 · черен цар на бяло поле e8 · бял цар на черно поле c7 · черна пешка на бяло поле f7 · черна пешка на бяло поле f5 · бяла пешка на черно поле g5 · черна пешка на бяло поле c4 | 1 |
|   | a | b | c | d | e | f | g | h |   |

Ако царят на офицера застане пред една от пешките, ремито е ясно. В случай на далечни царе, офицерът обикновено може да проведе равенство срещу две или повече изолирани пионки, ако може да държи всички тях на един и същ диагонал едновременно. Ако обаче той контролира квадратите пред всяка пешка по различни диагонали, той не може с балансирано действие да задържи напредването им и пионките обикновено печелят. Следният пример илюстрира тези аспекти:
Решение:
1. g6! Но не 1. Оf6? f4 2. Цd6 f3 3. Оd4 c3! – белият офицер не може да проведе балансиращи действия и черните печелят.

1. ... f6!? Интересен опит, защото след 1. ... f:g6 2. Оg5 идеята на белитe се проявява: офицерът контролира всички черни пешки по диагонала c1 – h6 и белитe достигат равенство.

2. Цd6! Белитe трябва да играят точно! След невнимателното 2. О:f6? f4 белият офицер отново влиза в балансиращи действия, докато бялата пешка g6 не играе никаква роля. Черните печелят.

2. ... Цf8! Черните може да сгрешат с 2.… f4?, защото след 3. Оe7! f3 4. Цe6 f2 5. g7 бялата пионка g изведнъж преминава и се произвежда.

3. Цd5 и белитe са осигурили равенството: белият цар е достигнал квадрата на пешката f5 и офицерът спира пешката c3.

## Офицер с пешка срещу пешка
Като цяло това материално съотношение се печели от страната на офицера. В допълнение към добре познатото изключение на пионките с „грешен“ офицер – допълнителната пешка на защитаващата се страна обикновено не играе роля – има и други изключения.
|   | a | b | c | d | e | f | g | h |   |
| 8 | бял цар на черно поле e3 · черна пешка на бяло поле h3 · черен офицер на бяло поле g2 · бяла пешка на черно поле h2 · черен цар на бяло поле d1 | бял цар на черно поле e3 · черна пешка на бяло поле h3 · черен офицер на бяло поле g2 · бяла пешка на черно поле h2 · черен цар на бяло поле d1 | бял цар на черно поле e3 · черна пешка на бяло поле h3 · черен офицер на бяло поле g2 · бяла пешка на черно поле h2 · черен цар на бяло поле d1 | бял цар на черно поле e3 · черна пешка на бяло поле h3 · черен офицер на бяло поле g2 · бяла пешка на черно поле h2 · черен цар на бяло поле d1 | бял цар на черно поле e3 · черна пешка на бяло поле h3 · черен офицер на бяло поле g2 · бяла пешка на черно поле h2 · черен цар на бяло поле d1 | бял цар на черно поле e3 · черна пешка на бяло поле h3 · черен офицер на бяло поле g2 · бяла пешка на черно поле h2 · черен цар на бяло поле d1 | бял цар на черно поле e3 · черна пешка на бяло поле h3 · черен офицер на бяло поле g2 · бяла пешка на черно поле h2 · черен цар на бяло поле d1 | бял цар на черно поле e3 · черна пешка на бяло поле h3 · черен офицер на бяло поле g2 · бяла пешка на черно поле h2 · черен цар на бяло поле d1 | 8 |
| 7 | бял цар на черно поле e3 · черна пешка на бяло поле h3 · черен офицер на бяло поле g2 · бяла пешка на черно поле h2 · черен цар на бяло поле d1 | бял цар на черно поле e3 · черна пешка на бяло поле h3 · черен офицер на бяло поле g2 · бяла пешка на черно поле h2 · черен цар на бяло поле d1 | бял цар на черно поле e3 · черна пешка на бяло поле h3 · черен офицер на бяло поле g2 · бяла пешка на черно поле h2 · черен цар на бяло поле d1 | бял цар на черно поле e3 · черна пешка на бяло поле h3 · черен офицер на бяло поле g2 · бяла пешка на черно поле h2 · черен цар на бяло поле d1 | бял цар на черно поле e3 · черна пешка на бяло поле h3 · черен офицер на бяло поле g2 · бяла пешка на черно поле h2 · черен цар на бяло поле d1 | бял цар на черно поле e3 · черна пешка на бяло поле h3 · черен офицер на бяло поле g2 · бяла пешка на черно поле h2 · черен цар на бяло поле d1 | бял цар на черно поле e3 · черна пешка на бяло поле h3 · черен офицер на бяло поле g2 · бяла пешка на черно поле h2 · черен цар на бяло поле d1 | бял цар на черно поле e3 · черна пешка на бяло поле h3 · черен офицер на бяло поле g2 · бяла пешка на черно поле h2 · черен цар на бяло поле d1 | 7 |
| 6 | бял цар на черно поле e3 · черна пешка на бяло поле h3 · черен офицер на бяло поле g2 · бяла пешка на черно поле h2 · черен цар на бяло поле d1 | бял цар на черно поле e3 · черна пешка на бяло поле h3 · черен офицер на бяло поле g2 · бяла пешка на черно поле h2 · черен цар на бяло поле d1 | бял цар на черно поле e3 · черна пешка на бяло поле h3 · черен офицер на бяло поле g2 · бяла пешка на черно поле h2 · черен цар на бяло поле d1 | бял цар на черно поле e3 · черна пешка на бяло поле h3 · черен офицер на бяло поле g2 · бяла пешка на черно поле h2 · черен цар на бяло поле d1 | бял цар на черно поле e3 · черна пешка на бяло поле h3 · черен офицер на бяло поле g2 · бяла пешка на черно поле h2 · черен цар на бяло поле d1 | бял цар на черно поле e3 · черна пешка на бяло поле h3 · черен офицер на бяло поле g2 · бяла пешка на черно поле h2 · черен цар на бяло поле d1 | бял цар на черно поле e3 · черна пешка на бяло поле h3 · черен офицер на бяло поле g2 · бяла пешка на черно поле h2 · черен цар на бяло поле d1 | бял цар на черно поле e3 · черна пешка на бяло поле h3 · черен офицер на бяло поле g2 · бяла пешка на черно поле h2 · черен цар на бяло поле d1 | 6 |
| 5 | бял цар на черно поле e3 · черна пешка на бяло поле h3 · черен офицер на бяло поле g2 · бяла пешка на черно поле h2 · черен цар на бяло поле d1 | бял цар на черно поле e3 · черна пешка на бяло поле h3 · черен офицер на бяло поле g2 · бяла пешка на черно поле h2 · черен цар на бяло поле d1 | бял цар на черно поле e3 · черна пешка на бяло поле h3 · черен офицер на бяло поле g2 · бяла пешка на черно поле h2 · черен цар на бяло поле d1 | бял цар на черно поле e3 · черна пешка на бяло поле h3 · черен офицер на бяло поле g2 · бяла пешка на черно поле h2 · черен цар на бяло поле d1 | бял цар на черно поле e3 · черна пешка на бяло поле h3 · черен офицер на бяло поле g2 · бяла пешка на черно поле h2 · черен цар на бяло поле d1 | бял цар на черно поле e3 · черна пешка на бяло поле h3 · черен офицер на бяло поле g2 · бяла пешка на черно поле h2 · черен цар на бяло поле d1 | бял цар на черно поле e3 · черна пешка на бяло поле h3 · черен офицер на бяло поле g2 · бяла пешка на черно поле h2 · черен цар на бяло поле d1 | бял цар на черно поле e3 · черна пешка на бяло поле h3 · черен офицер на бяло поле g2 · бяла пешка на черно поле h2 · черен цар на бяло поле d1 | 5 |
| 4 | бял цар на черно поле e3 · черна пешка на бяло поле h3 · черен офицер на бяло поле g2 · бяла пешка на черно поле h2 · черен цар на бяло поле d1 | бял цар на черно поле e3 · черна пешка на бяло поле h3 · черен офицер на бяло поле g2 · бяла пешка на черно поле h2 · черен цар на бяло поле d1 | бял цар на черно поле e3 · черна пешка на бяло поле h3 · черен офицер на бяло поле g2 · бяла пешка на черно поле h2 · черен цар на бяло поле d1 | бял цар на черно поле e3 · черна пешка на бяло поле h3 · черен офицер на бяло поле g2 · бяла пешка на черно поле h2 · черен цар на бяло поле d1 | бял цар на черно поле e3 · черна пешка на бяло поле h3 · черен офицер на бяло поле g2 · бяла пешка на черно поле h2 · черен цар на бяло поле d1 | бял цар на черно поле e3 · черна пешка на бяло поле h3 · черен офицер на бяло поле g2 · бяла пешка на черно поле h2 · черен цар на бяло поле d1 | бял цар на черно поле e3 · черна пешка на бяло поле h3 · черен офицер на бяло поле g2 · бяла пешка на черно поле h2 · черен цар на бяло поле d1 | бял цар на черно поле e3 · черна пешка на бяло поле h3 · черен офицер на бяло поле g2 · бяла пешка на черно поле h2 · черен цар на бяло поле d1 | 4 |
| 3 | бял цар на черно поле e3 · черна пешка на бяло поле h3 · черен офицер на бяло поле g2 · бяла пешка на черно поле h2 · черен цар на бяло поле d1 | бял цар на черно поле e3 · черна пешка на бяло поле h3 · черен офицер на бяло поле g2 · бяла пешка на черно поле h2 · черен цар на бяло поле d1 | бял цар на черно поле e3 · черна пешка на бяло поле h3 · черен офицер на бяло поле g2 · бяла пешка на черно поле h2 · черен цар на бяло поле d1 | бял цар на черно поле e3 · черна пешка на бяло поле h3 · черен офицер на бяло поле g2 · бяла пешка на черно поле h2 · черен цар на бяло поле d1 | бял цар на черно поле e3 · черна пешка на бяло поле h3 · черен офицер на бяло поле g2 · бяла пешка на черно поле h2 · черен цар на бяло поле d1 | бял цар на черно поле e3 · черна пешка на бяло поле h3 · черен офицер на бяло поле g2 · бяла пешка на черно поле h2 · черен цар на бяло поле d1 | бял цар на черно поле e3 · черна пешка на бяло поле h3 · черен офицер на бяло поле g2 · бяла пешка на черно поле h2 · черен цар на бяло поле d1 | бял цар на черно поле e3 · черна пешка на бяло поле h3 · черен офицер на бяло поле g2 · бяла пешка на черно поле h2 · черен цар на бяло поле d1 | 3 |
| 2 | бял цар на черно поле e3 · черна пешка на бяло поле h3 · черен офицер на бяло поле g2 · бяла пешка на черно поле h2 · черен цар на бяло поле d1 | бял цар на черно поле e3 · черна пешка на бяло поле h3 · черен офицер на бяло поле g2 · бяла пешка на черно поле h2 · черен цар на бяло поле d1 | бял цар на черно поле e3 · черна пешка на бяло поле h3 · черен офицер на бяло поле g2 · бяла пешка на черно поле h2 · черен цар на бяло поле d1 | бял цар на черно поле e3 · черна пешка на бяло поле h3 · черен офицер на бяло поле g2 · бяла пешка на черно поле h2 · черен цар на бяло поле d1 | бял цар на черно поле e3 · черна пешка на бяло поле h3 · черен офицер на бяло поле g2 · бяла пешка на черно поле h2 · черен цар на бяло поле d1 | бял цар на черно поле e3 · черна пешка на бяло поле h3 · черен офицер на бяло поле g2 · бяла пешка на черно поле h2 · черен цар на бяло поле d1 | бял цар на черно поле e3 · черна пешка на бяло поле h3 · черен офицер на бяло поле g2 · бяла пешка на черно поле h2 · черен цар на бяло поле d1 | бял цар на черно поле e3 · черна пешка на бяло поле h3 · черен офицер на бяло поле g2 · бяла пешка на черно поле h2 · черен цар на бяло поле d1 | 2 |
| 1 | бял цар на черно поле e3 · черна пешка на бяло поле h3 · черен офицер на бяло поле g2 · бяла пешка на черно поле h2 · черен цар на бяло поле d1 | бял цар на черно поле e3 · черна пешка на бяло поле h3 · черен офицер на бяло поле g2 · бяла пешка на черно поле h2 · черен цар на бяло поле d1 | бял цар на черно поле e3 · черна пешка на бяло поле h3 · черен офицер на бяло поле g2 · бяла пешка на черно поле h2 · черен цар на бяло поле d1 | бял цар на черно поле e3 · черна пешка на бяло поле h3 · черен офицер на бяло поле g2 · бяла пешка на черно поле h2 · черен цар на бяло поле d1 | бял цар на черно поле e3 · черна пешка на бяло поле h3 · черен офицер на бяло поле g2 · бяла пешка на черно поле h2 · черен цар на бяло поле d1 | бял цар на черно поле e3 · черна пешка на бяло поле h3 · черен офицер на бяло поле g2 · бяла пешка на черно поле h2 · черен цар на бяло поле d1 | бял цар на черно поле e3 · черна пешка на бяло поле h3 · черен офицер на бяло поле g2 · бяла пешка на черно поле h2 · черен цар на бяло поле d1 | бял цар на черно поле e3 · черна пешка на бяло поле h3 · черен офицер на бяло поле g2 · бяла пешка на черно поле h2 · черен цар на бяло поле d1 | 1 |
|   | a | b | c | d | e | f | g | h |   |

Ако защитаващата се страна има топовна или конска пешка, която е блокирана от противниковата пешка на началния си квадрат (а2, b2, g2, h2), защитаващият се цар понякога може да се укрепи в крепост и по този начин да предотврати поражението.
С 1. Цe3 - f2 белият цар се премества в крепост и обикаля полетата f1, f2, g1 и h1. Опитът на черния цар да го преследва и изтласка води до пат, ако бялата защита е правилна. Белите само трябва да обърнат внимание в позицията бял Цg1, чер Цf3 и офицер по диагонала a8 – e4 да не играят Цg1 - h1??, защото тогава черните с хода ...Цf3 – f2! обявяват открит шах и мат. Ходът на белите Цg1 - f1 е достатъчен за равенство.
Дори по-нататъшните двойки пионки, които се блокират помежду си на g3 / g4 и f4 / f5 или черни пешки на линията h, не променят ситуацията. Но с втори офицер по бели квадрати черните могат да спечелят, тъй като вторият офицер контролира диагонала a6 – f1 и следователно не е възможно Цg1 - f1. Алексей Троицки е доказал това с красив етюд. Този случай обаче има малко практическо значение.
Има и случаи с проходни пионки от двете страни, при които царят на страната с офицер е твърде далеч от действието, за да може да подкрепи собствената си пешка или да спре противниковата пешка. В такива случаи защитаващата се страна понякога може да елиминира противниковата проходна пешка, като използва собствената си проходна пешка, за да разсее офицера. Изненадваща маневра по този въпрос показва етюдът на А. и К. Саричеви.
Има и изключения от изключението: В следната позиция белите печелят, въпреки че имат „грешен“ офицер.
|   | a | b | c | d | e | f | g | h |   |
| 8 | черна пешка на бяло поле a4 · бяла пешка на черно поле a3 · бял цар на бяло поле h3 · черен цар на бяло поле f1 · бял офицер на черно поле g1 | черна пешка на бяло поле a4 · бяла пешка на черно поле a3 · бял цар на бяло поле h3 · черен цар на бяло поле f1 · бял офицер на черно поле g1 | черна пешка на бяло поле a4 · бяла пешка на черно поле a3 · бял цар на бяло поле h3 · черен цар на бяло поле f1 · бял офицер на черно поле g1 | черна пешка на бяло поле a4 · бяла пешка на черно поле a3 · бял цар на бяло поле h3 · черен цар на бяло поле f1 · бял офицер на черно поле g1 | черна пешка на бяло поле a4 · бяла пешка на черно поле a3 · бял цар на бяло поле h3 · черен цар на бяло поле f1 · бял офицер на черно поле g1 | черна пешка на бяло поле a4 · бяла пешка на черно поле a3 · бял цар на бяло поле h3 · черен цар на бяло поле f1 · бял офицер на черно поле g1 | черна пешка на бяло поле a4 · бяла пешка на черно поле a3 · бял цар на бяло поле h3 · черен цар на бяло поле f1 · бял офицер на черно поле g1 | черна пешка на бяло поле a4 · бяла пешка на черно поле a3 · бял цар на бяло поле h3 · черен цар на бяло поле f1 · бял офицер на черно поле g1 | 8 |
| 7 | черна пешка на бяло поле a4 · бяла пешка на черно поле a3 · бял цар на бяло поле h3 · черен цар на бяло поле f1 · бял офицер на черно поле g1 | черна пешка на бяло поле a4 · бяла пешка на черно поле a3 · бял цар на бяло поле h3 · черен цар на бяло поле f1 · бял офицер на черно поле g1 | черна пешка на бяло поле a4 · бяла пешка на черно поле a3 · бял цар на бяло поле h3 · черен цар на бяло поле f1 · бял офицер на черно поле g1 | черна пешка на бяло поле a4 · бяла пешка на черно поле a3 · бял цар на бяло поле h3 · черен цар на бяло поле f1 · бял офицер на черно поле g1 | черна пешка на бяло поле a4 · бяла пешка на черно поле a3 · бял цар на бяло поле h3 · черен цар на бяло поле f1 · бял офицер на черно поле g1 | черна пешка на бяло поле a4 · бяла пешка на черно поле a3 · бял цар на бяло поле h3 · черен цар на бяло поле f1 · бял офицер на черно поле g1 | черна пешка на бяло поле a4 · бяла пешка на черно поле a3 · бял цар на бяло поле h3 · черен цар на бяло поле f1 · бял офицер на черно поле g1 | черна пешка на бяло поле a4 · бяла пешка на черно поле a3 · бял цар на бяло поле h3 · черен цар на бяло поле f1 · бял офицер на черно поле g1 | 7 |
| 6 | черна пешка на бяло поле a4 · бяла пешка на черно поле a3 · бял цар на бяло поле h3 · черен цар на бяло поле f1 · бял офицер на черно поле g1 | черна пешка на бяло поле a4 · бяла пешка на черно поле a3 · бял цар на бяло поле h3 · черен цар на бяло поле f1 · бял офицер на черно поле g1 | черна пешка на бяло поле a4 · бяла пешка на черно поле a3 · бял цар на бяло поле h3 · черен цар на бяло поле f1 · бял офицер на черно поле g1 | черна пешка на бяло поле a4 · бяла пешка на черно поле a3 · бял цар на бяло поле h3 · черен цар на бяло поле f1 · бял офицер на черно поле g1 | черна пешка на бяло поле a4 · бяла пешка на черно поле a3 · бял цар на бяло поле h3 · черен цар на бяло поле f1 · бял офицер на черно поле g1 | черна пешка на бяло поле a4 · бяла пешка на черно поле a3 · бял цар на бяло поле h3 · черен цар на бяло поле f1 · бял офицер на черно поле g1 | черна пешка на бяло поле a4 · бяла пешка на черно поле a3 · бял цар на бяло поле h3 · черен цар на бяло поле f1 · бял офицер на черно поле g1 | черна пешка на бяло поле a4 · бяла пешка на черно поле a3 · бял цар на бяло поле h3 · черен цар на бяло поле f1 · бял офицер на черно поле g1 | 6 |
| 5 | черна пешка на бяло поле a4 · бяла пешка на черно поле a3 · бял цар на бяло поле h3 · черен цар на бяло поле f1 · бял офицер на черно поле g1 | черна пешка на бяло поле a4 · бяла пешка на черно поле a3 · бял цар на бяло поле h3 · черен цар на бяло поле f1 · бял офицер на черно поле g1 | черна пешка на бяло поле a4 · бяла пешка на черно поле a3 · бял цар на бяло поле h3 · черен цар на бяло поле f1 · бял офицер на черно поле g1 | черна пешка на бяло поле a4 · бяла пешка на черно поле a3 · бял цар на бяло поле h3 · черен цар на бяло поле f1 · бял офицер на черно поле g1 | черна пешка на бяло поле a4 · бяла пешка на черно поле a3 · бял цар на бяло поле h3 · черен цар на бяло поле f1 · бял офицер на черно поле g1 | черна пешка на бяло поле a4 · бяла пешка на черно поле a3 · бял цар на бяло поле h3 · черен цар на бяло поле f1 · бял офицер на черно поле g1 | черна пешка на бяло поле a4 · бяла пешка на черно поле a3 · бял цар на бяло поле h3 · черен цар на бяло поле f1 · бял офицер на черно поле g1 | черна пешка на бяло поле a4 · бяла пешка на черно поле a3 · бял цар на бяло поле h3 · черен цар на бяло поле f1 · бял офицер на черно поле g1 | 5 |
| 4 | черна пешка на бяло поле a4 · бяла пешка на черно поле a3 · бял цар на бяло поле h3 · черен цар на бяло поле f1 · бял офицер на черно поле g1 | черна пешка на бяло поле a4 · бяла пешка на черно поле a3 · бял цар на бяло поле h3 · черен цар на бяло поле f1 · бял офицер на черно поле g1 | черна пешка на бяло поле a4 · бяла пешка на черно поле a3 · бял цар на бяло поле h3 · черен цар на бяло поле f1 · бял офицер на черно поле g1 | черна пешка на бяло поле a4 · бяла пешка на черно поле a3 · бял цар на бяло поле h3 · черен цар на бяло поле f1 · бял офицер на черно поле g1 | черна пешка на бяло поле a4 · бяла пешка на черно поле a3 · бял цар на бяло поле h3 · черен цар на бяло поле f1 · бял офицер на черно поле g1 | черна пешка на бяло поле a4 · бяла пешка на черно поле a3 · бял цар на бяло поле h3 · черен цар на бяло поле f1 · бял офицер на черно поле g1 | черна пешка на бяло поле a4 · бяла пешка на черно поле a3 · бял цар на бяло поле h3 · черен цар на бяло поле f1 · бял офицер на черно поле g1 | черна пешка на бяло поле a4 · бяла пешка на черно поле a3 · бял цар на бяло поле h3 · черен цар на бяло поле f1 · бял офицер на черно поле g1 | 4 |
| 3 | черна пешка на бяло поле a4 · бяла пешка на черно поле a3 · бял цар на бяло поле h3 · черен цар на бяло поле f1 · бял офицер на черно поле g1 | черна пешка на бяло поле a4 · бяла пешка на черно поле a3 · бял цар на бяло поле h3 · черен цар на бяло поле f1 · бял офицер на черно поле g1 | черна пешка на бяло поле a4 · бяла пешка на черно поле a3 · бял цар на бяло поле h3 · черен цар на бяло поле f1 · бял офицер на черно поле g1 | черна пешка на бяло поле a4 · бяла пешка на черно поле a3 · бял цар на бяло поле h3 · черен цар на бяло поле f1 · бял офицер на черно поле g1 | черна пешка на бяло поле a4 · бяла пешка на черно поле a3 · бял цар на бяло поле h3 · черен цар на бяло поле f1 · бял офицер на черно поле g1 | черна пешка на бяло поле a4 · бяла пешка на черно поле a3 · бял цар на бяло поле h3 · черен цар на бяло поле f1 · бял офицер на черно поле g1 | черна пешка на бяло поле a4 · бяла пешка на черно поле a3 · бял цар на бяло поле h3 · черен цар на бяло поле f1 · бял офицер на черно поле g1 | черна пешка на бяло поле a4 · бяла пешка на черно поле a3 · бял цар на бяло поле h3 · черен цар на бяло поле f1 · бял офицер на черно поле g1 | 3 |
| 2 | черна пешка на бяло поле a4 · бяла пешка на черно поле a3 · бял цар на бяло поле h3 · черен цар на бяло поле f1 · бял офицер на черно поле g1 | черна пешка на бяло поле a4 · бяла пешка на черно поле a3 · бял цар на бяло поле h3 · черен цар на бяло поле f1 · бял офицер на черно поле g1 | черна пешка на бяло поле a4 · бяла пешка на черно поле a3 · бял цар на бяло поле h3 · черен цар на бяло поле f1 · бял офицер на черно поле g1 | черна пешка на бяло поле a4 · бяла пешка на черно поле a3 · бял цар на бяло поле h3 · черен цар на бяло поле f1 · бял офицер на черно поле g1 | черна пешка на бяло поле a4 · бяла пешка на черно поле a3 · бял цар на бяло поле h3 · черен цар на бяло поле f1 · бял офицер на черно поле g1 | черна пешка на бяло поле a4 · бяла пешка на черно поле a3 · бял цар на бяло поле h3 · черен цар на бяло поле f1 · бял офицер на черно поле g1 | черна пешка на бяло поле a4 · бяла пешка на черно поле a3 · бял цар на бяло поле h3 · черен цар на бяло поле f1 · бял офицер на черно поле g1 | черна пешка на бяло поле a4 · бяла пешка на черно поле a3 · бял цар на бяло поле h3 · черен цар на бяло поле f1 · бял офицер на черно поле g1 | 2 |
| 1 | черна пешка на бяло поле a4 · бяла пешка на черно поле a3 · бял цар на бяло поле h3 · черен цар на бяло поле f1 · бял офицер на черно поле g1 | черна пешка на бяло поле a4 · бяла пешка на черно поле a3 · бял цар на бяло поле h3 · черен цар на бяло поле f1 · бял офицер на черно поле g1 | черна пешка на бяло поле a4 · бяла пешка на черно поле a3 · бял цар на бяло поле h3 · черен цар на бяло поле f1 · бял офицер на черно поле g1 | черна пешка на бяло поле a4 · бяла пешка на черно поле a3 · бял цар на бяло поле h3 · черен цар на бяло поле f1 · бял офицер на черно поле g1 | черна пешка на бяло поле a4 · бяла пешка на черно поле a3 · бял цар на бяло поле h3 · черен цар на бяло поле f1 · бял офицер на черно поле g1 | черна пешка на бяло поле a4 · бяла пешка на черно поле a3 · бял цар на бяло поле h3 · черен цар на бяло поле f1 · бял офицер на черно поле g1 | черна пешка на бяло поле a4 · бяла пешка на черно поле a3 · бял цар на бяло поле h3 · черен цар на бяло поле f1 · бял офицер на черно поле g1 | черна пешка на бяло поле a4 · бяла пешка на черно поле a3 · бял цар на бяло поле h3 · черен цар на бяло поле f1 · бял офицер на черно поле g1 | 1 |
|   | a | b | c | d | e | f | g | h |   |

Всеки ход на офицера би бил решаваща загуба на темпо, защото черният цар след това достига спасителния ъгъл a8. Също би било погрешно 1. Цh3 - g3? Цf1:g1, тъй като след взимане на пионката a4, белият цар вече не може да попречи на черния цар да стигне до a8.
Решение:

1. Цh3 – h2! Цf1 – e2
2. Цh2 - g3! Цe2-d3
3. Цg3 - f4! Цd3-c4
4. Цf4 - e5! Цc4-b5
5. Цe5-d6(5) Цb5-a6
6. Цd6 – c6(7) Сега пътят към a8 е блокиран. Цa6-a5
7. Цc6 - b7! Цa5-b5
8. Оg1 – b6! Цb5-c4
9. Цb7 – c6! Цc4-b3
10. Оb6 - c5! Черната пешка е уловена, без да се допуска царя на a8 и последващото преобразуване на бялата пешка решава играта.

## Едноцветни офицери
При офицерите по едноцветни полета от двете страни допълнителна пешка може да бъде решаваща, но не на последно място важни за оценка на позицията са структурата на пешката и позицията на царете.

### Офицер с пешка срещу офицер
|   | a | b | c | d | e | f | g | h |   |
| 8 | черен цар на черно поле d8 · черен офицер на бяло поле a6 · бяла пешка на черно поле b6 · бял цар на черно поле d6 · бял офицер на бяло поле e6 | черен цар на черно поле d8 · черен офицер на бяло поле a6 · бяла пешка на черно поле b6 · бял цар на черно поле d6 · бял офицер на бяло поле e6 | черен цар на черно поле d8 · черен офицер на бяло поле a6 · бяла пешка на черно поле b6 · бял цар на черно поле d6 · бял офицер на бяло поле e6 | черен цар на черно поле d8 · черен офицер на бяло поле a6 · бяла пешка на черно поле b6 · бял цар на черно поле d6 · бял офицер на бяло поле e6 | черен цар на черно поле d8 · черен офицер на бяло поле a6 · бяла пешка на черно поле b6 · бял цар на черно поле d6 · бял офицер на бяло поле e6 | черен цар на черно поле d8 · черен офицер на бяло поле a6 · бяла пешка на черно поле b6 · бял цар на черно поле d6 · бял офицер на бяло поле e6 | черен цар на черно поле d8 · черен офицер на бяло поле a6 · бяла пешка на черно поле b6 · бял цар на черно поле d6 · бял офицер на бяло поле e6 | черен цар на черно поле d8 · черен офицер на бяло поле a6 · бяла пешка на черно поле b6 · бял цар на черно поле d6 · бял офицер на бяло поле e6 | 8 |
| 7 | черен цар на черно поле d8 · черен офицер на бяло поле a6 · бяла пешка на черно поле b6 · бял цар на черно поле d6 · бял офицер на бяло поле e6 | черен цар на черно поле d8 · черен офицер на бяло поле a6 · бяла пешка на черно поле b6 · бял цар на черно поле d6 · бял офицер на бяло поле e6 | черен цар на черно поле d8 · черен офицер на бяло поле a6 · бяла пешка на черно поле b6 · бял цар на черно поле d6 · бял офицер на бяло поле e6 | черен цар на черно поле d8 · черен офицер на бяло поле a6 · бяла пешка на черно поле b6 · бял цар на черно поле d6 · бял офицер на бяло поле e6 | черен цар на черно поле d8 · черен офицер на бяло поле a6 · бяла пешка на черно поле b6 · бял цар на черно поле d6 · бял офицер на бяло поле e6 | черен цар на черно поле d8 · черен офицер на бяло поле a6 · бяла пешка на черно поле b6 · бял цар на черно поле d6 · бял офицер на бяло поле e6 | черен цар на черно поле d8 · черен офицер на бяло поле a6 · бяла пешка на черно поле b6 · бял цар на черно поле d6 · бял офицер на бяло поле e6 | черен цар на черно поле d8 · черен офицер на бяло поле a6 · бяла пешка на черно поле b6 · бял цар на черно поле d6 · бял офицер на бяло поле e6 | 7 |
| 6 | черен цар на черно поле d8 · черен офицер на бяло поле a6 · бяла пешка на черно поле b6 · бял цар на черно поле d6 · бял офицер на бяло поле e6 | черен цар на черно поле d8 · черен офицер на бяло поле a6 · бяла пешка на черно поле b6 · бял цар на черно поле d6 · бял офицер на бяло поле e6 | черен цар на черно поле d8 · черен офицер на бяло поле a6 · бяла пешка на черно поле b6 · бял цар на черно поле d6 · бял офицер на бяло поле e6 | черен цар на черно поле d8 · черен офицер на бяло поле a6 · бяла пешка на черно поле b6 · бял цар на черно поле d6 · бял офицер на бяло поле e6 | черен цар на черно поле d8 · черен офицер на бяло поле a6 · бяла пешка на черно поле b6 · бял цар на черно поле d6 · бял офицер на бяло поле e6 | черен цар на черно поле d8 · черен офицер на бяло поле a6 · бяла пешка на черно поле b6 · бял цар на черно поле d6 · бял офицер на бяло поле e6 | черен цар на черно поле d8 · черен офицер на бяло поле a6 · бяла пешка на черно поле b6 · бял цар на черно поле d6 · бял офицер на бяло поле e6 | черен цар на черно поле d8 · черен офицер на бяло поле a6 · бяла пешка на черно поле b6 · бял цар на черно поле d6 · бял офицер на бяло поле e6 | 6 |
| 5 | черен цар на черно поле d8 · черен офицер на бяло поле a6 · бяла пешка на черно поле b6 · бял цар на черно поле d6 · бял офицер на бяло поле e6 | черен цар на черно поле d8 · черен офицер на бяло поле a6 · бяла пешка на черно поле b6 · бял цар на черно поле d6 · бял офицер на бяло поле e6 | черен цар на черно поле d8 · черен офицер на бяло поле a6 · бяла пешка на черно поле b6 · бял цар на черно поле d6 · бял офицер на бяло поле e6 | черен цар на черно поле d8 · черен офицер на бяло поле a6 · бяла пешка на черно поле b6 · бял цар на черно поле d6 · бял офицер на бяло поле e6 | черен цар на черно поле d8 · черен офицер на бяло поле a6 · бяла пешка на черно поле b6 · бял цар на черно поле d6 · бял офицер на бяло поле e6 | черен цар на черно поле d8 · черен офицер на бяло поле a6 · бяла пешка на черно поле b6 · бял цар на черно поле d6 · бял офицер на бяло поле e6 | черен цар на черно поле d8 · черен офицер на бяло поле a6 · бяла пешка на черно поле b6 · бял цар на черно поле d6 · бял офицер на бяло поле e6 | черен цар на черно поле d8 · черен офицер на бяло поле a6 · бяла пешка на черно поле b6 · бял цар на черно поле d6 · бял офицер на бяло поле e6 | 5 |
| 4 | черен цар на черно поле d8 · черен офицер на бяло поле a6 · бяла пешка на черно поле b6 · бял цар на черно поле d6 · бял офицер на бяло поле e6 | черен цар на черно поле d8 · черен офицер на бяло поле a6 · бяла пешка на черно поле b6 · бял цар на черно поле d6 · бял офицер на бяло поле e6 | черен цар на черно поле d8 · черен офицер на бяло поле a6 · бяла пешка на черно поле b6 · бял цар на черно поле d6 · бял офицер на бяло поле e6 | черен цар на черно поле d8 · черен офицер на бяло поле a6 · бяла пешка на черно поле b6 · бял цар на черно поле d6 · бял офицер на бяло поле e6 | черен цар на черно поле d8 · черен офицер на бяло поле a6 · бяла пешка на черно поле b6 · бял цар на черно поле d6 · бял офицер на бяло поле e6 | черен цар на черно поле d8 · черен офицер на бяло поле a6 · бяла пешка на черно поле b6 · бял цар на черно поле d6 · бял офицер на бяло поле e6 | черен цар на черно поле d8 · черен офицер на бяло поле a6 · бяла пешка на черно поле b6 · бял цар на черно поле d6 · бял офицер на бяло поле e6 | черен цар на черно поле d8 · черен офицер на бяло поле a6 · бяла пешка на черно поле b6 · бял цар на черно поле d6 · бял офицер на бяло поле e6 | 4 |
| 3 | черен цар на черно поле d8 · черен офицер на бяло поле a6 · бяла пешка на черно поле b6 · бял цар на черно поле d6 · бял офицер на бяло поле e6 | черен цар на черно поле d8 · черен офицер на бяло поле a6 · бяла пешка на черно поле b6 · бял цар на черно поле d6 · бял офицер на бяло поле e6 | черен цар на черно поле d8 · черен офицер на бяло поле a6 · бяла пешка на черно поле b6 · бял цар на черно поле d6 · бял офицер на бяло поле e6 | черен цар на черно поле d8 · черен офицер на бяло поле a6 · бяла пешка на черно поле b6 · бял цар на черно поле d6 · бял офицер на бяло поле e6 | черен цар на черно поле d8 · черен офицер на бяло поле a6 · бяла пешка на черно поле b6 · бял цар на черно поле d6 · бял офицер на бяло поле e6 | черен цар на черно поле d8 · черен офицер на бяло поле a6 · бяла пешка на черно поле b6 · бял цар на черно поле d6 · бял офицер на бяло поле e6 | черен цар на черно поле d8 · черен офицер на бяло поле a6 · бяла пешка на черно поле b6 · бял цар на черно поле d6 · бял офицер на бяло поле e6 | черен цар на черно поле d8 · черен офицер на бяло поле a6 · бяла пешка на черно поле b6 · бял цар на черно поле d6 · бял офицер на бяло поле e6 | 3 |
| 2 | черен цар на черно поле d8 · черен офицер на бяло поле a6 · бяла пешка на черно поле b6 · бял цар на черно поле d6 · бял офицер на бяло поле e6 | черен цар на черно поле d8 · черен офицер на бяло поле a6 · бяла пешка на черно поле b6 · бял цар на черно поле d6 · бял офицер на бяло поле e6 | черен цар на черно поле d8 · черен офицер на бяло поле a6 · бяла пешка на черно поле b6 · бял цар на черно поле d6 · бял офицер на бяло поле e6 | черен цар на черно поле d8 · черен офицер на бяло поле a6 · бяла пешка на черно поле b6 · бял цар на черно поле d6 · бял офицер на бяло поле e6 | черен цар на черно поле d8 · черен офицер на бяло поле a6 · бяла пешка на черно поле b6 · бял цар на черно поле d6 · бял офицер на бяло поле e6 | черен цар на черно поле d8 · черен офицер на бяло поле a6 · бяла пешка на черно поле b6 · бял цар на черно поле d6 · бял офицер на бяло поле e6 | черен цар на черно поле d8 · черен офицер на бяло поле a6 · бяла пешка на черно поле b6 · бял цар на черно поле d6 · бял офицер на бяло поле e6 | черен цар на черно поле d8 · черен офицер на бяло поле a6 · бяла пешка на черно поле b6 · бял цар на черно поле d6 · бял офицер на бяло поле e6 | 2 |
| 1 | черен цар на черно поле d8 · черен офицер на бяло поле a6 · бяла пешка на черно поле b6 · бял цар на черно поле d6 · бял офицер на бяло поле e6 | черен цар на черно поле d8 · черен офицер на бяло поле a6 · бяла пешка на черно поле b6 · бял цар на черно поле d6 · бял офицер на бяло поле e6 | черен цар на черно поле d8 · черен офицер на бяло поле a6 · бяла пешка на черно поле b6 · бял цар на черно поле d6 · бял офицер на бяло поле e6 | черен цар на черно поле d8 · черен офицер на бяло поле a6 · бяла пешка на черно поле b6 · бял цар на черно поле d6 · бял офицер на бяло поле e6 | черен цар на черно поле d8 · черен офицер на бяло поле a6 · бяла пешка на черно поле b6 · бял цар на черно поле d6 · бял офицер на бяло поле e6 | черен цар на черно поле d8 · черен офицер на бяло поле a6 · бяла пешка на черно поле b6 · бял цар на черно поле d6 · бял офицер на бяло поле e6 | черен цар на черно поле d8 · черен офицер на бяло поле a6 · бяла пешка на черно поле b6 · бял цар на черно поле d6 · бял офицер на бяло поле e6 | черен цар на черно поле d8 · черен офицер на бяло поле a6 · бяла пешка на черно поле b6 · бял цар на черно поле d6 · бял офицер на бяло поле e6 | 1 |
|   | a | b | c | d | e | f | g | h |   |

Една-единствена допълнителна пешка често не е достатъчна за печалба. Ако защитаващият се цар може да излезе пред пешките, равенството е ясно. Само когато пионката вече е на шестия или седмия ред и защитаващият цар е далеч от нея или зад нея, има някои изключителни случаи, в които пешките печелят.
Бъдещият световен шампион Ботвиник приема предложение за равенство в тази позиция, въпреки че е можел да спечели:

1. Цc6! Оc8
2. Оc4! Черните са в цугцванг 2. ... Оg4
3. Цb7! Оf3+
4. Цa7 и маневрата Оc4 – a6 – b7 решава играта в полза на белите.
Две допълнителни пешки са почти винаги достатъчни, за да реализират печалба. Може да има изключителни случаи, ако една от двете пешки е с „грешен“ офицер. В този случай, ако защитаващата се страна може да пожертва своя офицер срещу другата пешка и заедно със своя цар да достигне квадрата на крайната пешка, тя прави равенство.

### Офицер с пешка срещу офицер с пешка
В следващия пример за такъв финал позицията е материално балансирана, но битката е „на ръба на ножа“, тъй като и двете страни имат напреднали проходни пешки. Черните се борят за победа, защото пешките им са по-напреднали и са на ход.
|   | a | b | c | d | e | f | g | h |   |
| 8 | бял офицер на бяло поле b7 · бяла пешка на бяло поле a6 · бял цар на черно поле a5 · бяла пешка на черно поле b4 · черен цар на черно поле f4 · черна пешка на черно поле g3 · черна пешка на бяло поле h3 · черен офицер на бяло поле g2 | бял офицер на бяло поле b7 · бяла пешка на бяло поле a6 · бял цар на черно поле a5 · бяла пешка на черно поле b4 · черен цар на черно поле f4 · черна пешка на черно поле g3 · черна пешка на бяло поле h3 · черен офицер на бяло поле g2 | бял офицер на бяло поле b7 · бяла пешка на бяло поле a6 · бял цар на черно поле a5 · бяла пешка на черно поле b4 · черен цар на черно поле f4 · черна пешка на черно поле g3 · черна пешка на бяло поле h3 · черен офицер на бяло поле g2 | бял офицер на бяло поле b7 · бяла пешка на бяло поле a6 · бял цар на черно поле a5 · бяла пешка на черно поле b4 · черен цар на черно поле f4 · черна пешка на черно поле g3 · черна пешка на бяло поле h3 · черен офицер на бяло поле g2 | бял офицер на бяло поле b7 · бяла пешка на бяло поле a6 · бял цар на черно поле a5 · бяла пешка на черно поле b4 · черен цар на черно поле f4 · черна пешка на черно поле g3 · черна пешка на бяло поле h3 · черен офицер на бяло поле g2 | бял офицер на бяло поле b7 · бяла пешка на бяло поле a6 · бял цар на черно поле a5 · бяла пешка на черно поле b4 · черен цар на черно поле f4 · черна пешка на черно поле g3 · черна пешка на бяло поле h3 · черен офицер на бяло поле g2 | бял офицер на бяло поле b7 · бяла пешка на бяло поле a6 · бял цар на черно поле a5 · бяла пешка на черно поле b4 · черен цар на черно поле f4 · черна пешка на черно поле g3 · черна пешка на бяло поле h3 · черен офицер на бяло поле g2 | бял офицер на бяло поле b7 · бяла пешка на бяло поле a6 · бял цар на черно поле a5 · бяла пешка на черно поле b4 · черен цар на черно поле f4 · черна пешка на черно поле g3 · черна пешка на бяло поле h3 · черен офицер на бяло поле g2 | 8 |
| 7 | бял офицер на бяло поле b7 · бяла пешка на бяло поле a6 · бял цар на черно поле a5 · бяла пешка на черно поле b4 · черен цар на черно поле f4 · черна пешка на черно поле g3 · черна пешка на бяло поле h3 · черен офицер на бяло поле g2 | бял офицер на бяло поле b7 · бяла пешка на бяло поле a6 · бял цар на черно поле a5 · бяла пешка на черно поле b4 · черен цар на черно поле f4 · черна пешка на черно поле g3 · черна пешка на бяло поле h3 · черен офицер на бяло поле g2 | бял офицер на бяло поле b7 · бяла пешка на бяло поле a6 · бял цар на черно поле a5 · бяла пешка на черно поле b4 · черен цар на черно поле f4 · черна пешка на черно поле g3 · черна пешка на бяло поле h3 · черен офицер на бяло поле g2 | бял офицер на бяло поле b7 · бяла пешка на бяло поле a6 · бял цар на черно поле a5 · бяла пешка на черно поле b4 · черен цар на черно поле f4 · черна пешка на черно поле g3 · черна пешка на бяло поле h3 · черен офицер на бяло поле g2 | бял офицер на бяло поле b7 · бяла пешка на бяло поле a6 · бял цар на черно поле a5 · бяла пешка на черно поле b4 · черен цар на черно поле f4 · черна пешка на черно поле g3 · черна пешка на бяло поле h3 · черен офицер на бяло поле g2 | бял офицер на бяло поле b7 · бяла пешка на бяло поле a6 · бял цар на черно поле a5 · бяла пешка на черно поле b4 · черен цар на черно поле f4 · черна пешка на черно поле g3 · черна пешка на бяло поле h3 · черен офицер на бяло поле g2 | бял офицер на бяло поле b7 · бяла пешка на бяло поле a6 · бял цар на черно поле a5 · бяла пешка на черно поле b4 · черен цар на черно поле f4 · черна пешка на черно поле g3 · черна пешка на бяло поле h3 · черен офицер на бяло поле g2 | бял офицер на бяло поле b7 · бяла пешка на бяло поле a6 · бял цар на черно поле a5 · бяла пешка на черно поле b4 · черен цар на черно поле f4 · черна пешка на черно поле g3 · черна пешка на бяло поле h3 · черен офицер на бяло поле g2 | 7 |
| 6 | бял офицер на бяло поле b7 · бяла пешка на бяло поле a6 · бял цар на черно поле a5 · бяла пешка на черно поле b4 · черен цар на черно поле f4 · черна пешка на черно поле g3 · черна пешка на бяло поле h3 · черен офицер на бяло поле g2 | бял офицер на бяло поле b7 · бяла пешка на бяло поле a6 · бял цар на черно поле a5 · бяла пешка на черно поле b4 · черен цар на черно поле f4 · черна пешка на черно поле g3 · черна пешка на бяло поле h3 · черен офицер на бяло поле g2 | бял офицер на бяло поле b7 · бяла пешка на бяло поле a6 · бял цар на черно поле a5 · бяла пешка на черно поле b4 · черен цар на черно поле f4 · черна пешка на черно поле g3 · черна пешка на бяло поле h3 · черен офицер на бяло поле g2 | бял офицер на бяло поле b7 · бяла пешка на бяло поле a6 · бял цар на черно поле a5 · бяла пешка на черно поле b4 · черен цар на черно поле f4 · черна пешка на черно поле g3 · черна пешка на бяло поле h3 · черен офицер на бяло поле g2 | бял офицер на бяло поле b7 · бяла пешка на бяло поле a6 · бял цар на черно поле a5 · бяла пешка на черно поле b4 · черен цар на черно поле f4 · черна пешка на черно поле g3 · черна пешка на бяло поле h3 · черен офицер на бяло поле g2 | бял офицер на бяло поле b7 · бяла пешка на бяло поле a6 · бял цар на черно поле a5 · бяла пешка на черно поле b4 · черен цар на черно поле f4 · черна пешка на черно поле g3 · черна пешка на бяло поле h3 · черен офицер на бяло поле g2 | бял офицер на бяло поле b7 · бяла пешка на бяло поле a6 · бял цар на черно поле a5 · бяла пешка на черно поле b4 · черен цар на черно поле f4 · черна пешка на черно поле g3 · черна пешка на бяло поле h3 · черен офицер на бяло поле g2 | бял офицер на бяло поле b7 · бяла пешка на бяло поле a6 · бял цар на черно поле a5 · бяла пешка на черно поле b4 · черен цар на черно поле f4 · черна пешка на черно поле g3 · черна пешка на бяло поле h3 · черен офицер на бяло поле g2 | 6 |
| 5 | бял офицер на бяло поле b7 · бяла пешка на бяло поле a6 · бял цар на черно поле a5 · бяла пешка на черно поле b4 · черен цар на черно поле f4 · черна пешка на черно поле g3 · черна пешка на бяло поле h3 · черен офицер на бяло поле g2 | бял офицер на бяло поле b7 · бяла пешка на бяло поле a6 · бял цар на черно поле a5 · бяла пешка на черно поле b4 · черен цар на черно поле f4 · черна пешка на черно поле g3 · черна пешка на бяло поле h3 · черен офицер на бяло поле g2 | бял офицер на бяло поле b7 · бяла пешка на бяло поле a6 · бял цар на черно поле a5 · бяла пешка на черно поле b4 · черен цар на черно поле f4 · черна пешка на черно поле g3 · черна пешка на бяло поле h3 · черен офицер на бяло поле g2 | бял офицер на бяло поле b7 · бяла пешка на бяло поле a6 · бял цар на черно поле a5 · бяла пешка на черно поле b4 · черен цар на черно поле f4 · черна пешка на черно поле g3 · черна пешка на бяло поле h3 · черен офицер на бяло поле g2 | бял офицер на бяло поле b7 · бяла пешка на бяло поле a6 · бял цар на черно поле a5 · бяла пешка на черно поле b4 · черен цар на черно поле f4 · черна пешка на черно поле g3 · черна пешка на бяло поле h3 · черен офицер на бяло поле g2 | бял офицер на бяло поле b7 · бяла пешка на бяло поле a6 · бял цар на черно поле a5 · бяла пешка на черно поле b4 · черен цар на черно поле f4 · черна пешка на черно поле g3 · черна пешка на бяло поле h3 · черен офицер на бяло поле g2 | бял офицер на бяло поле b7 · бяла пешка на бяло поле a6 · бял цар на черно поле a5 · бяла пешка на черно поле b4 · черен цар на черно поле f4 · черна пешка на черно поле g3 · черна пешка на бяло поле h3 · черен офицер на бяло поле g2 | бял офицер на бяло поле b7 · бяла пешка на бяло поле a6 · бял цар на черно поле a5 · бяла пешка на черно поле b4 · черен цар на черно поле f4 · черна пешка на черно поле g3 · черна пешка на бяло поле h3 · черен офицер на бяло поле g2 | 5 |
| 4 | бял офицер на бяло поле b7 · бяла пешка на бяло поле a6 · бял цар на черно поле a5 · бяла пешка на черно поле b4 · черен цар на черно поле f4 · черна пешка на черно поле g3 · черна пешка на бяло поле h3 · черен офицер на бяло поле g2 | бял офицер на бяло поле b7 · бяла пешка на бяло поле a6 · бял цар на черно поле a5 · бяла пешка на черно поле b4 · черен цар на черно поле f4 · черна пешка на черно поле g3 · черна пешка на бяло поле h3 · черен офицер на бяло поле g2 | бял офицер на бяло поле b7 · бяла пешка на бяло поле a6 · бял цар на черно поле a5 · бяла пешка на черно поле b4 · черен цар на черно поле f4 · черна пешка на черно поле g3 · черна пешка на бяло поле h3 · черен офицер на бяло поле g2 | бял офицер на бяло поле b7 · бяла пешка на бяло поле a6 · бял цар на черно поле a5 · бяла пешка на черно поле b4 · черен цар на черно поле f4 · черна пешка на черно поле g3 · черна пешка на бяло поле h3 · черен офицер на бяло поле g2 | бял офицер на бяло поле b7 · бяла пешка на бяло поле a6 · бял цар на черно поле a5 · бяла пешка на черно поле b4 · черен цар на черно поле f4 · черна пешка на черно поле g3 · черна пешка на бяло поле h3 · черен офицер на бяло поле g2 | бял офицер на бяло поле b7 · бяла пешка на бяло поле a6 · бял цар на черно поле a5 · бяла пешка на черно поле b4 · черен цар на черно поле f4 · черна пешка на черно поле g3 · черна пешка на бяло поле h3 · черен офицер на бяло поле g2 | бял офицер на бяло поле b7 · бяла пешка на бяло поле a6 · бял цар на черно поле a5 · бяла пешка на черно поле b4 · черен цар на черно поле f4 · черна пешка на черно поле g3 · черна пешка на бяло поле h3 · черен офицер на бяло поле g2 | бял офицер на бяло поле b7 · бяла пешка на бяло поле a6 · бял цар на черно поле a5 · бяла пешка на черно поле b4 · черен цар на черно поле f4 · черна пешка на черно поле g3 · черна пешка на бяло поле h3 · черен офицер на бяло поле g2 | 4 |
| 3 | бял офицер на бяло поле b7 · бяла пешка на бяло поле a6 · бял цар на черно поле a5 · бяла пешка на черно поле b4 · черен цар на черно поле f4 · черна пешка на черно поле g3 · черна пешка на бяло поле h3 · черен офицер на бяло поле g2 | бял офицер на бяло поле b7 · бяла пешка на бяло поле a6 · бял цар на черно поле a5 · бяла пешка на черно поле b4 · черен цар на черно поле f4 · черна пешка на черно поле g3 · черна пешка на бяло поле h3 · черен офицер на бяло поле g2 | бял офицер на бяло поле b7 · бяла пешка на бяло поле a6 · бял цар на черно поле a5 · бяла пешка на черно поле b4 · черен цар на черно поле f4 · черна пешка на черно поле g3 · черна пешка на бяло поле h3 · черен офицер на бяло поле g2 | бял офицер на бяло поле b7 · бяла пешка на бяло поле a6 · бял цар на черно поле a5 · бяла пешка на черно поле b4 · черен цар на черно поле f4 · черна пешка на черно поле g3 · черна пешка на бяло поле h3 · черен офицер на бяло поле g2 | бял офицер на бяло поле b7 · бяла пешка на бяло поле a6 · бял цар на черно поле a5 · бяла пешка на черно поле b4 · черен цар на черно поле f4 · черна пешка на черно поле g3 · черна пешка на бяло поле h3 · черен офицер на бяло поле g2 | бял офицер на бяло поле b7 · бяла пешка на бяло поле a6 · бял цар на черно поле a5 · бяла пешка на черно поле b4 · черен цар на черно поле f4 · черна пешка на черно поле g3 · черна пешка на бяло поле h3 · черен офицер на бяло поле g2 | бял офицер на бяло поле b7 · бяла пешка на бяло поле a6 · бял цар на черно поле a5 · бяла пешка на черно поле b4 · черен цар на черно поле f4 · черна пешка на черно поле g3 · черна пешка на бяло поле h3 · черен офицер на бяло поле g2 | бял офицер на бяло поле b7 · бяла пешка на бяло поле a6 · бял цар на черно поле a5 · бяла пешка на черно поле b4 · черен цар на черно поле f4 · черна пешка на черно поле g3 · черна пешка на бяло поле h3 · черен офицер на бяло поле g2 | 3 |
| 2 | бял офицер на бяло поле b7 · бяла пешка на бяло поле a6 · бял цар на черно поле a5 · бяла пешка на черно поле b4 · черен цар на черно поле f4 · черна пешка на черно поле g3 · черна пешка на бяло поле h3 · черен офицер на бяло поле g2 | бял офицер на бяло поле b7 · бяла пешка на бяло поле a6 · бял цар на черно поле a5 · бяла пешка на черно поле b4 · черен цар на черно поле f4 · черна пешка на черно поле g3 · черна пешка на бяло поле h3 · черен офицер на бяло поле g2 | бял офицер на бяло поле b7 · бяла пешка на бяло поле a6 · бял цар на черно поле a5 · бяла пешка на черно поле b4 · черен цар на черно поле f4 · черна пешка на черно поле g3 · черна пешка на бяло поле h3 · черен офицер на бяло поле g2 | бял офицер на бяло поле b7 · бяла пешка на бяло поле a6 · бял цар на черно поле a5 · бяла пешка на черно поле b4 · черен цар на черно поле f4 · черна пешка на черно поле g3 · черна пешка на бяло поле h3 · черен офицер на бяло поле g2 | бял офицер на бяло поле b7 · бяла пешка на бяло поле a6 · бял цар на черно поле a5 · бяла пешка на черно поле b4 · черен цар на черно поле f4 · черна пешка на черно поле g3 · черна пешка на бяло поле h3 · черен офицер на бяло поле g2 | бял офицер на бяло поле b7 · бяла пешка на бяло поле a6 · бял цар на черно поле a5 · бяла пешка на черно поле b4 · черен цар на черно поле f4 · черна пешка на черно поле g3 · черна пешка на бяло поле h3 · черен офицер на бяло поле g2 | бял офицер на бяло поле b7 · бяла пешка на бяло поле a6 · бял цар на черно поле a5 · бяла пешка на черно поле b4 · черен цар на черно поле f4 · черна пешка на черно поле g3 · черна пешка на бяло поле h3 · черен офицер на бяло поле g2 | бял офицер на бяло поле b7 · бяла пешка на бяло поле a6 · бял цар на черно поле a5 · бяла пешка на черно поле b4 · черен цар на черно поле f4 · черна пешка на черно поле g3 · черна пешка на бяло поле h3 · черен офицер на бяло поле g2 | 2 |
| 1 | бял офицер на бяло поле b7 · бяла пешка на бяло поле a6 · бял цар на черно поле a5 · бяла пешка на черно поле b4 · черен цар на черно поле f4 · черна пешка на черно поле g3 · черна пешка на бяло поле h3 · черен офицер на бяло поле g2 | бял офицер на бяло поле b7 · бяла пешка на бяло поле a6 · бял цар на черно поле a5 · бяла пешка на черно поле b4 · черен цар на черно поле f4 · черна пешка на черно поле g3 · черна пешка на бяло поле h3 · черен офицер на бяло поле g2 | бял офицер на бяло поле b7 · бяла пешка на бяло поле a6 · бял цар на черно поле a5 · бяла пешка на черно поле b4 · черен цар на черно поле f4 · черна пешка на черно поле g3 · черна пешка на бяло поле h3 · черен офицер на бяло поле g2 | бял офицер на бяло поле b7 · бяла пешка на бяло поле a6 · бял цар на черно поле a5 · бяла пешка на черно поле b4 · черен цар на черно поле f4 · черна пешка на черно поле g3 · черна пешка на бяло поле h3 · черен офицер на бяло поле g2 | бял офицер на бяло поле b7 · бяла пешка на бяло поле a6 · бял цар на черно поле a5 · бяла пешка на черно поле b4 · черен цар на черно поле f4 · черна пешка на черно поле g3 · черна пешка на бяло поле h3 · черен офицер на бяло поле g2 | бял офицер на бяло поле b7 · бяла пешка на бяло поле a6 · бял цар на черно поле a5 · бяла пешка на черно поле b4 · черен цар на черно поле f4 · черна пешка на черно поле g3 · черна пешка на бяло поле h3 · черен офицер на бяло поле g2 | бял офицер на бяло поле b7 · бяла пешка на бяло поле a6 · бял цар на черно поле a5 · бяла пешка на черно поле b4 · черен цар на черно поле f4 · черна пешка на черно поле g3 · черна пешка на бяло поле h3 · черен офицер на бяло поле g2 | бял офицер на бяло поле b7 · бяла пешка на бяло поле a6 · бял цар на черно поле a5 · бяла пешка на черно поле b4 · черен цар на черно поле f4 · черна пешка на черно поле g3 · черна пешка на бяло поле h3 · черен офицер на бяло поле g2 | 1 |
|   | a | b | c | d | e | f | g | h |   |

Играта продължава по следния начин:
1. ... Оh1!! Този ход е отличен като много силен в „Шахинформатор“ (Белград). 

2. b5 Не 2. О:h1?? g2 3. О:g2 h:g2 4. a7 g1D 5. a8D Da1+ и белите губят дамата. 2. ... g2 3. b6 или 3. a7 g1D 4. a8D Da1+ и печели. 3. ... g1D 4. O:h1 D:h1 5. b7 Db1 и белите се предават.
По-късно Джон Нан показва как белите са можели да се защитят по-добре и как черните действително са могли да спечелят ясно позицията от диаграмата.  Вместо 2. b5 белите е трябвало да играят
2. Цb5!. Опитва се да избегнете по-късно линейния удар по вертикала a. Вариантът на Нан е 2. … g2 3. a7 g1D 4. a8D Df1+ 5. Цb6! Df2+ 6. Цc7 О:b7 7. D:b7 Dd4! и черните все още имат практически шансове за победа, но въпросът не е ясен. Едва в началото на XXI век с помощта на бази от данни за ендшпили може да се покаже, че черните всъщност са победители. 
От друга страна, черните биха имали по-добра сигурност, ако в позицията на диаграмата играят
1. ... Цe5!. Белите се нуждаят от още два хода, за да произведат своята пешка b, преди да ги заплаши нещо. Така черният цар се връща обратно в защита. 2. Цb6 Или 2. b5 Цd6 3. Цb6 (При 3. b6 Оc6! бялата пешка не се преобразува) 3. ... Оd5 4. О:d5 g2 5. a7 g1D + 6. Kb7 Dg7 + 7. Цa6 Da1 + 8. Цb7 Ц:d5 и черните печелят. 2. ... Оe4! Вече е възможно, защото черната пешка g може да се произведе. 3. Цc7. Вариантите 3. Оe4 g2 или 3. Цb5 Оd3+ или 3. a7 О:b7 4. Ц:b7 h2 са безнадеждни за белите. 3. ... g2 4. a7 g1D 5. a8D Dg7+ и черните печелят чрез размяна на b7.
|   | a | b | c | d | e | f | g | h |   |
| 8 | бял офицер на черно поле b8 · бяла пешка на черно поле h6 · черна пешка на черно поле e5 · черен офицер на черно поле d4 · черен цар на черно поле h4 · бял цар на черно поле c1 | бял офицер на черно поле b8 · бяла пешка на черно поле h6 · черна пешка на черно поле e5 · черен офицер на черно поле d4 · черен цар на черно поле h4 · бял цар на черно поле c1 | бял офицер на черно поле b8 · бяла пешка на черно поле h6 · черна пешка на черно поле e5 · черен офицер на черно поле d4 · черен цар на черно поле h4 · бял цар на черно поле c1 | бял офицер на черно поле b8 · бяла пешка на черно поле h6 · черна пешка на черно поле e5 · черен офицер на черно поле d4 · черен цар на черно поле h4 · бял цар на черно поле c1 | бял офицер на черно поле b8 · бяла пешка на черно поле h6 · черна пешка на черно поле e5 · черен офицер на черно поле d4 · черен цар на черно поле h4 · бял цар на черно поле c1 | бял офицер на черно поле b8 · бяла пешка на черно поле h6 · черна пешка на черно поле e5 · черен офицер на черно поле d4 · черен цар на черно поле h4 · бял цар на черно поле c1 | бял офицер на черно поле b8 · бяла пешка на черно поле h6 · черна пешка на черно поле e5 · черен офицер на черно поле d4 · черен цар на черно поле h4 · бял цар на черно поле c1 | бял офицер на черно поле b8 · бяла пешка на черно поле h6 · черна пешка на черно поле e5 · черен офицер на черно поле d4 · черен цар на черно поле h4 · бял цар на черно поле c1 | 8 |
| 7 | бял офицер на черно поле b8 · бяла пешка на черно поле h6 · черна пешка на черно поле e5 · черен офицер на черно поле d4 · черен цар на черно поле h4 · бял цар на черно поле c1 | бял офицер на черно поле b8 · бяла пешка на черно поле h6 · черна пешка на черно поле e5 · черен офицер на черно поле d4 · черен цар на черно поле h4 · бял цар на черно поле c1 | бял офицер на черно поле b8 · бяла пешка на черно поле h6 · черна пешка на черно поле e5 · черен офицер на черно поле d4 · черен цар на черно поле h4 · бял цар на черно поле c1 | бял офицер на черно поле b8 · бяла пешка на черно поле h6 · черна пешка на черно поле e5 · черен офицер на черно поле d4 · черен цар на черно поле h4 · бял цар на черно поле c1 | бял офицер на черно поле b8 · бяла пешка на черно поле h6 · черна пешка на черно поле e5 · черен офицер на черно поле d4 · черен цар на черно поле h4 · бял цар на черно поле c1 | бял офицер на черно поле b8 · бяла пешка на черно поле h6 · черна пешка на черно поле e5 · черен офицер на черно поле d4 · черен цар на черно поле h4 · бял цар на черно поле c1 | бял офицер на черно поле b8 · бяла пешка на черно поле h6 · черна пешка на черно поле e5 · черен офицер на черно поле d4 · черен цар на черно поле h4 · бял цар на черно поле c1 | бял офицер на черно поле b8 · бяла пешка на черно поле h6 · черна пешка на черно поле e5 · черен офицер на черно поле d4 · черен цар на черно поле h4 · бял цар на черно поле c1 | 7 |
| 6 | бял офицер на черно поле b8 · бяла пешка на черно поле h6 · черна пешка на черно поле e5 · черен офицер на черно поле d4 · черен цар на черно поле h4 · бял цар на черно поле c1 | бял офицер на черно поле b8 · бяла пешка на черно поле h6 · черна пешка на черно поле e5 · черен офицер на черно поле d4 · черен цар на черно поле h4 · бял цар на черно поле c1 | бял офицер на черно поле b8 · бяла пешка на черно поле h6 · черна пешка на черно поле e5 · черен офицер на черно поле d4 · черен цар на черно поле h4 · бял цар на черно поле c1 | бял офицер на черно поле b8 · бяла пешка на черно поле h6 · черна пешка на черно поле e5 · черен офицер на черно поле d4 · черен цар на черно поле h4 · бял цар на черно поле c1 | бял офицер на черно поле b8 · бяла пешка на черно поле h6 · черна пешка на черно поле e5 · черен офицер на черно поле d4 · черен цар на черно поле h4 · бял цар на черно поле c1 | бял офицер на черно поле b8 · бяла пешка на черно поле h6 · черна пешка на черно поле e5 · черен офицер на черно поле d4 · черен цар на черно поле h4 · бял цар на черно поле c1 | бял офицер на черно поле b8 · бяла пешка на черно поле h6 · черна пешка на черно поле e5 · черен офицер на черно поле d4 · черен цар на черно поле h4 · бял цар на черно поле c1 | бял офицер на черно поле b8 · бяла пешка на черно поле h6 · черна пешка на черно поле e5 · черен офицер на черно поле d4 · черен цар на черно поле h4 · бял цар на черно поле c1 | 6 |
| 5 | бял офицер на черно поле b8 · бяла пешка на черно поле h6 · черна пешка на черно поле e5 · черен офицер на черно поле d4 · черен цар на черно поле h4 · бял цар на черно поле c1 | бял офицер на черно поле b8 · бяла пешка на черно поле h6 · черна пешка на черно поле e5 · черен офицер на черно поле d4 · черен цар на черно поле h4 · бял цар на черно поле c1 | бял офицер на черно поле b8 · бяла пешка на черно поле h6 · черна пешка на черно поле e5 · черен офицер на черно поле d4 · черен цар на черно поле h4 · бял цар на черно поле c1 | бял офицер на черно поле b8 · бяла пешка на черно поле h6 · черна пешка на черно поле e5 · черен офицер на черно поле d4 · черен цар на черно поле h4 · бял цар на черно поле c1 | бял офицер на черно поле b8 · бяла пешка на черно поле h6 · черна пешка на черно поле e5 · черен офицер на черно поле d4 · черен цар на черно поле h4 · бял цар на черно поле c1 | бял офицер на черно поле b8 · бяла пешка на черно поле h6 · черна пешка на черно поле e5 · черен офицер на черно поле d4 · черен цар на черно поле h4 · бял цар на черно поле c1 | бял офицер на черно поле b8 · бяла пешка на черно поле h6 · черна пешка на черно поле e5 · черен офицер на черно поле d4 · черен цар на черно поле h4 · бял цар на черно поле c1 | бял офицер на черно поле b8 · бяла пешка на черно поле h6 · черна пешка на черно поле e5 · черен офицер на черно поле d4 · черен цар на черно поле h4 · бял цар на черно поле c1 | 5 |
| 4 | бял офицер на черно поле b8 · бяла пешка на черно поле h6 · черна пешка на черно поле e5 · черен офицер на черно поле d4 · черен цар на черно поле h4 · бял цар на черно поле c1 | бял офицер на черно поле b8 · бяла пешка на черно поле h6 · черна пешка на черно поле e5 · черен офицер на черно поле d4 · черен цар на черно поле h4 · бял цар на черно поле c1 | бял офицер на черно поле b8 · бяла пешка на черно поле h6 · черна пешка на черно поле e5 · черен офицер на черно поле d4 · черен цар на черно поле h4 · бял цар на черно поле c1 | бял офицер на черно поле b8 · бяла пешка на черно поле h6 · черна пешка на черно поле e5 · черен офицер на черно поле d4 · черен цар на черно поле h4 · бял цар на черно поле c1 | бял офицер на черно поле b8 · бяла пешка на черно поле h6 · черна пешка на черно поле e5 · черен офицер на черно поле d4 · черен цар на черно поле h4 · бял цар на черно поле c1 | бял офицер на черно поле b8 · бяла пешка на черно поле h6 · черна пешка на черно поле e5 · черен офицер на черно поле d4 · черен цар на черно поле h4 · бял цар на черно поле c1 | бял офицер на черно поле b8 · бяла пешка на черно поле h6 · черна пешка на черно поле e5 · черен офицер на черно поле d4 · черен цар на черно поле h4 · бял цар на черно поле c1 | бял офицер на черно поле b8 · бяла пешка на черно поле h6 · черна пешка на черно поле e5 · черен офицер на черно поле d4 · черен цар на черно поле h4 · бял цар на черно поле c1 | 4 |
| 3 | бял офицер на черно поле b8 · бяла пешка на черно поле h6 · черна пешка на черно поле e5 · черен офицер на черно поле d4 · черен цар на черно поле h4 · бял цар на черно поле c1 | бял офицер на черно поле b8 · бяла пешка на черно поле h6 · черна пешка на черно поле e5 · черен офицер на черно поле d4 · черен цар на черно поле h4 · бял цар на черно поле c1 | бял офицер на черно поле b8 · бяла пешка на черно поле h6 · черна пешка на черно поле e5 · черен офицер на черно поле d4 · черен цар на черно поле h4 · бял цар на черно поле c1 | бял офицер на черно поле b8 · бяла пешка на черно поле h6 · черна пешка на черно поле e5 · черен офицер на черно поле d4 · черен цар на черно поле h4 · бял цар на черно поле c1 | бял офицер на черно поле b8 · бяла пешка на черно поле h6 · черна пешка на черно поле e5 · черен офицер на черно поле d4 · черен цар на черно поле h4 · бял цар на черно поле c1 | бял офицер на черно поле b8 · бяла пешка на черно поле h6 · черна пешка на черно поле e5 · черен офицер на черно поле d4 · черен цар на черно поле h4 · бял цар на черно поле c1 | бял офицер на черно поле b8 · бяла пешка на черно поле h6 · черна пешка на черно поле e5 · черен офицер на черно поле d4 · черен цар на черно поле h4 · бял цар на черно поле c1 | бял офицер на черно поле b8 · бяла пешка на черно поле h6 · черна пешка на черно поле e5 · черен офицер на черно поле d4 · черен цар на черно поле h4 · бял цар на черно поле c1 | 3 |
| 2 | бял офицер на черно поле b8 · бяла пешка на черно поле h6 · черна пешка на черно поле e5 · черен офицер на черно поле d4 · черен цар на черно поле h4 · бял цар на черно поле c1 | бял офицер на черно поле b8 · бяла пешка на черно поле h6 · черна пешка на черно поле e5 · черен офицер на черно поле d4 · черен цар на черно поле h4 · бял цар на черно поле c1 | бял офицер на черно поле b8 · бяла пешка на черно поле h6 · черна пешка на черно поле e5 · черен офицер на черно поле d4 · черен цар на черно поле h4 · бял цар на черно поле c1 | бял офицер на черно поле b8 · бяла пешка на черно поле h6 · черна пешка на черно поле e5 · черен офицер на черно поле d4 · черен цар на черно поле h4 · бял цар на черно поле c1 | бял офицер на черно поле b8 · бяла пешка на черно поле h6 · черна пешка на черно поле e5 · черен офицер на черно поле d4 · черен цар на черно поле h4 · бял цар на черно поле c1 | бял офицер на черно поле b8 · бяла пешка на черно поле h6 · черна пешка на черно поле e5 · черен офицер на черно поле d4 · черен цар на черно поле h4 · бял цар на черно поле c1 | бял офицер на черно поле b8 · бяла пешка на черно поле h6 · черна пешка на черно поле e5 · черен офицер на черно поле d4 · черен цар на черно поле h4 · бял цар на черно поле c1 | бял офицер на черно поле b8 · бяла пешка на черно поле h6 · черна пешка на черно поле e5 · черен офицер на черно поле d4 · черен цар на черно поле h4 · бял цар на черно поле c1 | 2 |
| 1 | бял офицер на черно поле b8 · бяла пешка на черно поле h6 · черна пешка на черно поле e5 · черен офицер на черно поле d4 · черен цар на черно поле h4 · бял цар на черно поле c1 | бял офицер на черно поле b8 · бяла пешка на черно поле h6 · черна пешка на черно поле e5 · черен офицер на черно поле d4 · черен цар на черно поле h4 · бял цар на черно поле c1 | бял офицер на черно поле b8 · бяла пешка на черно поле h6 · черна пешка на черно поле e5 · черен офицер на черно поле d4 · черен цар на черно поле h4 · бял цар на черно поле c1 | бял офицер на черно поле b8 · бяла пешка на черно поле h6 · черна пешка на черно поле e5 · черен офицер на черно поле d4 · черен цар на черно поле h4 · бял цар на черно поле c1 | бял офицер на черно поле b8 · бяла пешка на черно поле h6 · черна пешка на черно поле e5 · черен офицер на черно поле d4 · черен цар на черно поле h4 · бял цар на черно поле c1 | бял офицер на черно поле b8 · бяла пешка на черно поле h6 · черна пешка на черно поле e5 · черен офицер на черно поле d4 · черен цар на черно поле h4 · бял цар на черно поле c1 | бял офицер на черно поле b8 · бяла пешка на черно поле h6 · черна пешка на черно поле e5 · черен офицер на черно поле d4 · черен цар на черно поле h4 · бял цар на черно поле c1 | бял офицер на черно поле b8 · бяла пешка на черно поле h6 · черна пешка на черно поле e5 · черен офицер на черно поле d4 · черен цар на черно поле h4 · бял цар на черно поле c1 | 1 |
|   | a | b | c | d | e | f | g | h |   |

Известният красив етюд на Паул Хойекер показва как собственият офицер на блокирана пешка може да реши съдбата на партията.
1. Оb8–a7! Отвличане Оd4–a1 Офицерът трябва да държи под око квадратчето за преобразуване h8: 1. ... О:a7? 2. h7. Но на a1 той се приближава опасно до белия цар.
2. Цc1–b1 Оa1–c3 3. Цb1–c2 Оc3–a1 Царят стигна с темпо до c2, но офицерът успя да избяга от зоната на удара (4. Цc2 - d3? е5 - e4+!).
4. Оa7–d4! Ново завличане и вземането е задължително Оa1:d4. Началната позиция с Цc2 се достигна с жертва на офицера. След 4.… e:d4 5. Цd3 пешката е блокирана.
5. Цc2–d3 Оd4–a1 (5. … e4+ 6. Ц:d4 Цg5 6. h7 Цf4 7. h8D и печели) 6. Цd3–e4. С блокадата на пешката e5 офицерът се елиминира и няма защита срещу превръщането на пешката h6 - h7 - h8D, белите побеждават.
Принуденото движение на черния офицер не е променило нищо в положението на черните, след четвъртия ход то все още има същата стойност като в началото. Но белите са постигнали решително подобрение в позицията след маневрите в темпо Цс2–Цd3–Це4. Черните не можеха да направят нищо, защото постоянно ги заплашваха. Следователно маневрата може да се тълкува и като контрол на заетостта.